# Texas
Texas (/ˈtɛksəs/) là tiểu bang đông dân thứ hai và có diện tích lớn thứ hai của Hoa Kỳ và là tiểu bang lớn nhất trong số 48 tiểu bang tại Hoa Kỳ lục địa. Texas nằm ở Trung Nam Hoa Kỳ, giáp các bang Chihuahua, Coahuila, Nuevo León và Tamaulipas của México ở phía nam, New Mexico ở phía tây, Oklahoma ở phía bắc, Arkansas ở phía đông bắc và Louisiana ở phía đông. Texas có diện tích 696.200 kilômét vuông (268.800 dặm vuông Anh) với 26,1 triệu cư dân.
Houston là thành phố lớn nhất tại Texas và là thành phố lớn thứ tư tại Hoa Kỳ, còn San Antonio là thành phố lớn thứ hai của tiểu bang và lớn thứ bảy tại Hoa Kỳ. Dallas–Fort Worth và Đại Houston lần lượt là các vùng đô thị lớn thứ tư và thứ năm tại Hoa Kỳ. Các thành phố lớn khác tại Texas là El Paso và thủ phủ Austin. Texas có biệt danh là Lone Star State (bang ngôi sao cô độc) nhằm biểu thị Texas nguyên là một nước cộng hòa độc lập và nhắc nhở đến cuộc đấu tranh giành độc lập của Texas từ México. Có thể trông thấy "Ngôi sao cô đơn" trên tiểu bang kỳ Texas và tiểu bang huy Texas hiện nay. Nguồn gốc của tên hiệu Texas bắt nguồn từ "Tejas", có nghĩa là 'bằng hữu' trong tiếng Caddo.
Do có diện tích rộng lớn cùng với các đặc trưng về địa chất như Đứt đoạn Balcones, Texas có các cảnh quan đa dạng tương tự như Nam và Tây Nam Hoa Kỳ. Mặc dù Texas có mối liên hệ phổ biến với các hoang mạc Tây Nam, song chỉ dưới 10 phần trăm diện tích đất của tiểu bang là hoang mạc. Hầu hết các trung tâm cư dân tại Texas nằm tại những nơi vốn là thảo nguyên, rừng, và bờ biển. Từ đông sang tây, có thể quan sát thấy địa hình của Texas biến đổi từ đầm lầy ven biển và rừng thông, đến các đồng bằng gợn sóng và gò đồi gồ ghề, và cuối cùng là hoang mạc và các dãy núi của vùng Big Bend.
Thuật ngữ "six flags over Texas" (sáu quốc kỳ bay trên đất Texas) bắt nguồn từ việc lãnh thổ này từng nằm dưới quyền quản lý của một vài quốc gia. Tây Ban Nha là quốc gia châu Âu đầu tiên tuyên bố chủ quyền đối với khu vực Texas. Pháp cũng từng nắm giữ một thuộc địa tồn tại ngắn ngủi ở Texas. México kiểm soát lãnh thổ này cho đến khi Texas giành độc lập vào năm 1836, Texas khi đó trở thành một nước Cộng hòa. Năm 1845, nước Cộng hòa Texas gia nhập vào Hợp chúng quốc Hoa Kỳ, trở thành bang thứ 28 của Liên bang. Việc Hoa Kỳ sáp nhập Texas nổi bật trong chuỗi sự kiện dẫn đến Chiến tranh Hoa Kỳ-México vào năm 1846. Do là một tiểu bang duy trì chế độ nô lệ, Texas tuyên bố thoát ly khỏi Hợp chúng quốc vào đầu năm 1861, và gia nhập vào Liên minh miền Nam trong Nội chiến Hoa Kỳ. Sau khi kết thúc chiến tranh và tái gia nhập Liên bang, Texas bước vào một giai đoạn đình trệ kéo dài về mặt kinh tế.
Có một ngành kinh tế trở nên thịnh vượng sau Nội chiến tại Texas là bò. Do là trung tâm của ngành kinh tế này trong một thời gian lâu dài, người ta liên hệ Texas với hình ảnh của những chàng cao bồi. Tình hình kinh tế của tiểu bang biến đổi vào đầu thế kỷ XX, việc phát hiện ra dầu khởi đầu cho một giai đoạn bùng nổ kinh tế tại Texas. Cùng với việc đầu tư mạnh cho các trường đại học, Texas phát triển một nền kinh tế đa dạng hóa và công nghiệp công nghệ cao vào giữa thế kỷ XX. Theo số liệu năm 2010, Texas đứng đầu trong các tiểu bang có công ty lọt vào Fortune 500, đồng hạng với California. Với nền kinh tế đang lớn mạnh lên, Texas trở thành tiểu bang dẫn đầu Hoa Kỳ trong nhiều ngành kinh tế, như nông nghiệp, hóa dầu, năng lượng, máy tính và điện tử, hàng không vũ trụ, và khoa học y sinh. Texas cũng dẫn đầu quốc gia về kim ngạch xuất khẩu kể từ năm 2002 và có tổng sản phẩm tiểu bang cao thứ hai.
Đây là nơi sinh của các Tổng thống Dwight D. Eisenhower, Lyndon B. Johnson.

## Địa lý

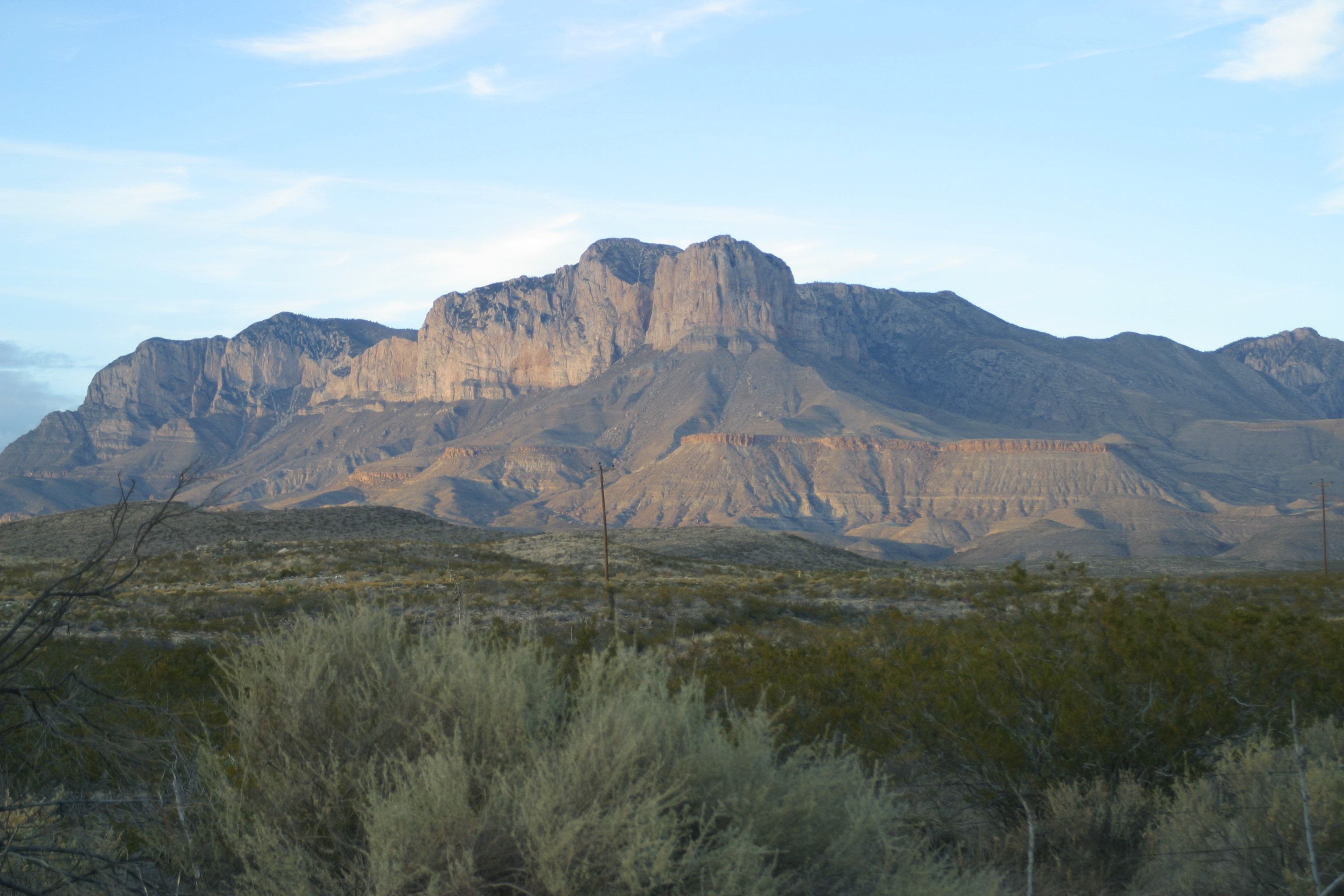
Dãy núi Guadalupe ở Tây Texas.

Texas là tiểu bang lớn thứ hai tại Hoa Kỳ, sau Alaska, với diện tích 268.820 dặm vuông Anh (696.200 km2). Nếu xét về diện tích, Texas rộng hơn 10% so với Pháp và lớn gần gấp đôi Đức hay Nhật Bản, đứng thứ 27 trong số các đơn vị hành chính cấp một quốc gia trên thế giới. Nếu độc lập, Texas sẽ là quốc gia lớn thứ 40 trên thế giới, xếp hạng sau Chile và Zambia.
Texas nằm ở khu vực Trung-Nam của Hoa Kỳ. Ở phía nam, sông Rio Grande tạo thành biên giới quốc tế giữa Texas với các tiểu bang Chihuahua, Coahuila, Nuevo León, và Tamaulipas của México. Ở phía bắc, sông Red tạo thành biên giới giữa Texas với Oklahoma và Arkansas. Ở phía đông, sông Sabine tạo thành biên giới tự nhiên giữa Texas với Louisiana. Vùng cán xoong Texas có biên giới phía đông với Oklahoma theo kinh tuyến 100°T, biên giới phía bắc với Oklahoma theo vĩ tuyến 36°30'B và biên giới phía tây với New México theo kinh độ 103°T. El Paso nằm ở mũi cực tây của bang- được tạo thành từ vĩ tuyến 32°B và Rio Grande.

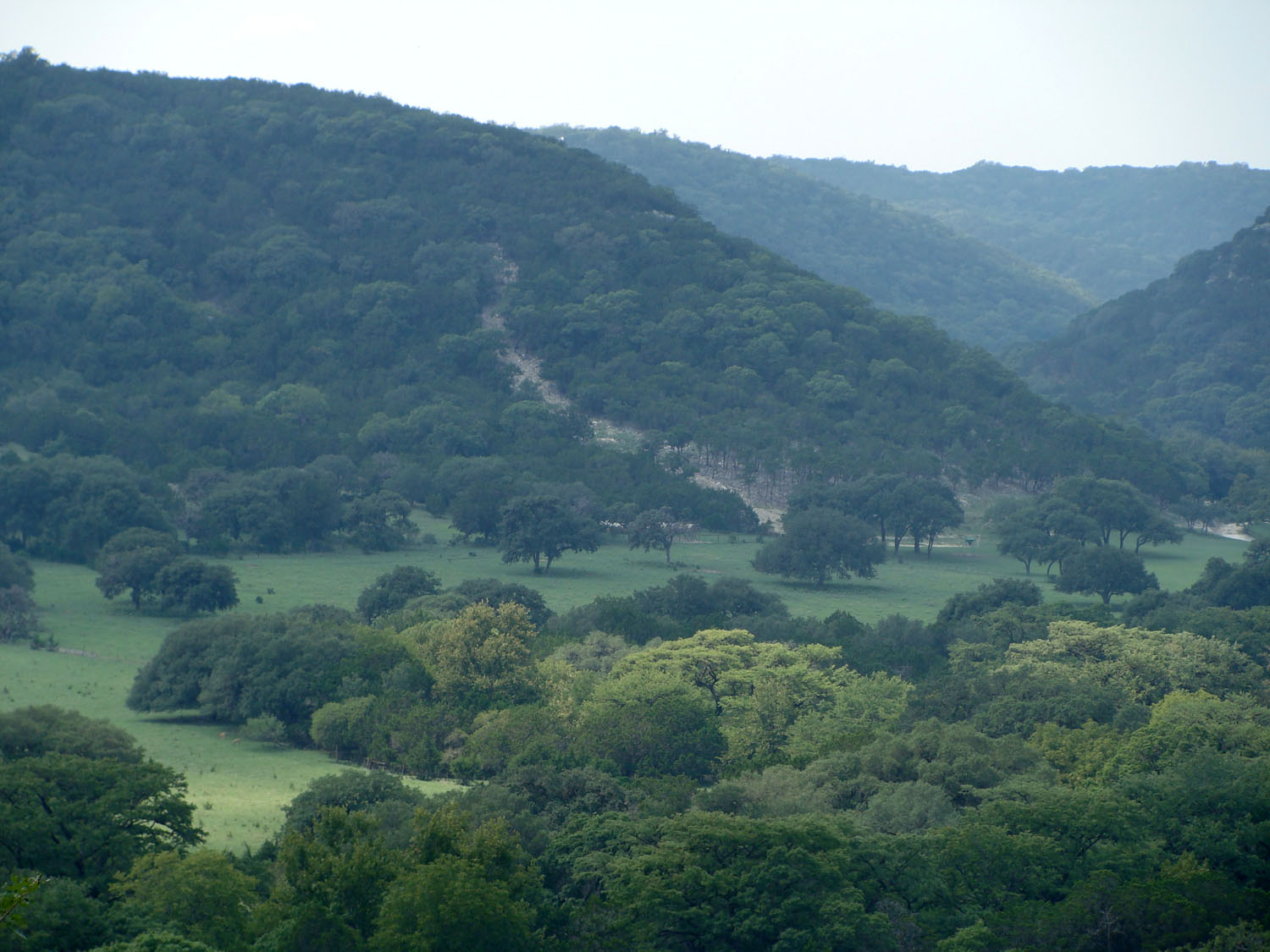
Quang cảnh Vùng Đồi Texas ở trung bộ của bang.

Texas có 10 vùng khí hậu, 14 vùng đất đai và 11 vùng sinh thái riêng biệt, do vậy việc phân loại vùng miền trở nên mơ hồ với những khác biệt về đất, địa hình, địa chất, lượng mưa, quần thể thực vật và động vật. Một hệ thống phân loại chia Texas, theo thứ tự từ đông nam sang tây, thành các vùng: Đồng bằng Ven biển vịnh México, Đất thấp nội địa, Đại Bình nguyên, Bồn địa và Núi. Vùng Đồng bằng ven biển bao quanh vịnh México nằm ở phần đông nam của bang. Thảm thực vật trong vùng này gồm có các rừng thông dày. Vùng đất thấp nội địa gồm các khu vực gợn sóng đến các khu đồi rừng và là một bộ phận của vùng rừng thông gỗ cứng. Đại Bình nguyên nằm ở trung bộ Texas, trải dài từ Vùng Cán xoong của tiểu bang và Llano Estacado cho đến Vùng Đồi Texas gần Austin. Vùng này chủ yếu là thảo nguyên. Vùng "Viễn Tây Texas" hay "Trans-Pecos" là vùng Bồn địa và Núi, gồm có vùng Đồi Sand, cao nguyên Stockton, các thung lũng sa mạc, dốc núi có rừng và bãi cỏ sa mạc.
Texas có 3.700 dòng chảy được đặt tên và 15 sông lớn, trong đó Rio Grande là lớn nhất. Các sông lớn khác của Texas gồm Pecos, Brazos, Colorado, và Red- tạo thành biên giới với Oklahoma. Mặc dù Texas chỉ có vài hồ tự nhiên, song người Texas xây dựng được trên 100 hồ chứa nhân tạo.
Quy mô lãnh thổ và lịch sử độc đáo của Texas khiến cho việc xác định liên kết khu vực của tiểu bang gây tranh luận; Texas có thể được xếp là một tiểu bang Nam bộ hoặc một tiểu bang Tây Nam bộ, hoặc cả hai. Sự rộng lớn và đa dạng về địa lý, kinh tế, văn hóa tại Texas cản trở việc phân loại toàn bộ tiểu bang vào một vùng được công nhận tại Hoa Kỳ. Như Đông Texas thường được xác định là phần mở rộng của Deep South, còn Viễn Tây Texas thường được thừa nhận là một phần của Tây Nam nội địa.
Một lượng lớn các loài động vật và côn trùng sinh sống tại Texas. Tiểu bang là nơi cư trú của 65 loài thú, 213 loài bò sát và lưỡng cư, và là nơi đa dạng nhất về sự sống của các loài chim tại Hoa Kỳ—tất cả có 590 loài. Có ít nhất 12 loài được di thực và nay tái sinh tự do tại Texas. Texas cũng có một số loài ong bắp cày, là một trong các khu vực sinh sống đông đúc nhất của loài Polistes exclamans.

## Khí hậu
Texas có diện tích rộng lớn và có vị trí nằm tại nơi giao nhau của nhiều vùng khí hậu, do vậy thời tiết trong tiểu bang có sự biến đổi ở mức độ cao. Vùng Cán xoong của tiểu bang có những mùa đông lạnh hơn vùng Bắc Texas, trong khi vùng Ven biển vịnh México có những mùa đông ôn hòa. Các địa phương trong tiểu bang Texas có sự khác biệt lớn về chế độ mưa. Cực tây của tiểu bang là El Paso có lượng mưa trung bình năm là 8,7 inch (220 mm), trong khi các khu vực ở Đông Nam Texas có lượng mưa trung bình năm là 64 inch (1.600 mm).
Tuyết rơi nhiều lần vào mùa đông ở vùng Cán xoong và các khu vực núi non tại Tây Texas, một hoặc hai lần mỗi năm ở Bắc Texas, và một lần trong vài năm ở Trung và Đông Texas. Tuyết hiếm khi rơi ở khu vực phía nam San Antonio hay ở vùng ven biển. Trong cơn bão tuyết đêm Giáng sinh 2004, tuyết rơi với lượng 6 inch (150 mm) ở nơi xa về phía nam như Kingsville, vốn là nơi có nhiệt độ trung bình cao là 65 °F (18 °C) trong tháng 12.
Nhiệt độ tối cao vào các tháng mùa hè trung bình là từ 26 °C tại vùng núi non ở Tây Texas và trên đảo Galveston đến khoảng 38 °C ở Thung lũng Rio Grande, song hầu hết các khu vực của Texas có nhiệt độ cao vào mùa hè trong khoảng 32 °C.
Nhiệt độ ban đêm vào mùa hè dao động từ dưới 14 °C ở vùng núi thuộc Tây Texas đến 27 °C trên đảo Galveston.
Giông tố thường xuyên tấn công Texas, đặc biệt là phần đông bộ và bắc bộ của bang. Tornado Alley (Hẻm Lốc Xoáy) bao trùm lên bắc bộ của Texas. Texas là tiểu bang phải hứng chịu nhiều lốc xoáy nhất tại Hoa Kỳ, trung bình 139 trận mỗi năm. Những địa phương phải hứng chịu thường xuyên nhất là Bắc Texas và vùng Cán xoong. Các cơn lốc xoáy ở Texas thường xuất hiện trong các tháng 4, 5, 6.
Texas phát ra hầu hết lượng khí nhà kính tại Hoa Kỳ, với gần 1,5 nghìn tỷ pound (680 tỷ kg) khí carbon dioxide mỗi năm. Nếu là một quốc gia độc lập, Texas sẽ xếp hạng thứ 7 thế giới về lượng phát thải khí nhà kính. Trong các nguyên nhân khiến Texas phát ra nhiều khí nhà kính, có nguyên nhân là do tiểu bang có một lượng lớn nhà máy nhiệt điện than và các ngành công nghiệp tinh chế và chế tạo.

## Lịch sử

### Thời kỳ tiền Âu
Texas nằm giữa hai phạm vi văn hóa lớn của Bắc Mỹ thời kỳ tiền Columbus: Tây Nam và Bình nguyên. Các nhà khảo cổ học phát hiện thấy ba nền văn hóa bản địa lớn tồn tại trên lãnh thổ này, và phát triển đến đỉnh cao trước khi có tiếp xúc đầu tiên với người Âu. Chúng là:
- Pueblo từ vùng thượng du Rio Grande, tập trung tại Tây Texas;
- Văn hóa Mississippi, cũng gọi là Mound Builder, mở rộng dọc theo thung lũng sông Mississippi ở phía đông Texas;
- Các nền văn minh Trung Bộ châu Mỹ, tập trung ở nam bộ Texas. Ảnh hưởng của Teotihuacan ở bắc bộ México đạt đỉnh vào khoảng năm 500 và suy yếu từ thế kỷ VIII đến X.

Không nền văn hóa nào chi phối tại khu vực nay là Texas, và khu vực có nhiều dân tộc cư trú. Các bộ lạc người Mỹ bản địa sống trong biên giới Texas ngày nay gồm có Alabama, Apache, Atakapan, Bidai, Caddo, Coahuiltecan, Comanche, Choctaw, Coushatta, Hasinai, Jumano, Karankawa, Kickapoo, Kiowa, Tonkawa, và Wichita. Tên gọi Texas bắt nguồn từ táyshaʔ, một từ trong tiếng Caddo để chỉ Liên minh Hasinai, có nghĩa là "bằng hữu" hoặc "đồng minh".
Việc một bộ lạc thân thiện hay hiếu chiến có tính quyết định đối với số mệnh của những nhà thám hiểm và người định cư châu Âu trên vùng đất đó. Các bộ lạc thân thiện dạy những người mới đến cách trồng trọt các cây trồng bản địa, chuẩn bị thức ăn, và săn bắn. Các bộ lạc hiếu chiến tiến hành các vụ tấn công và kháng cự những người mới đến, khiến cho cuộc sống của người Âu trở nên khó khăn và nguy hiểm.

### Thuộc địa hóa

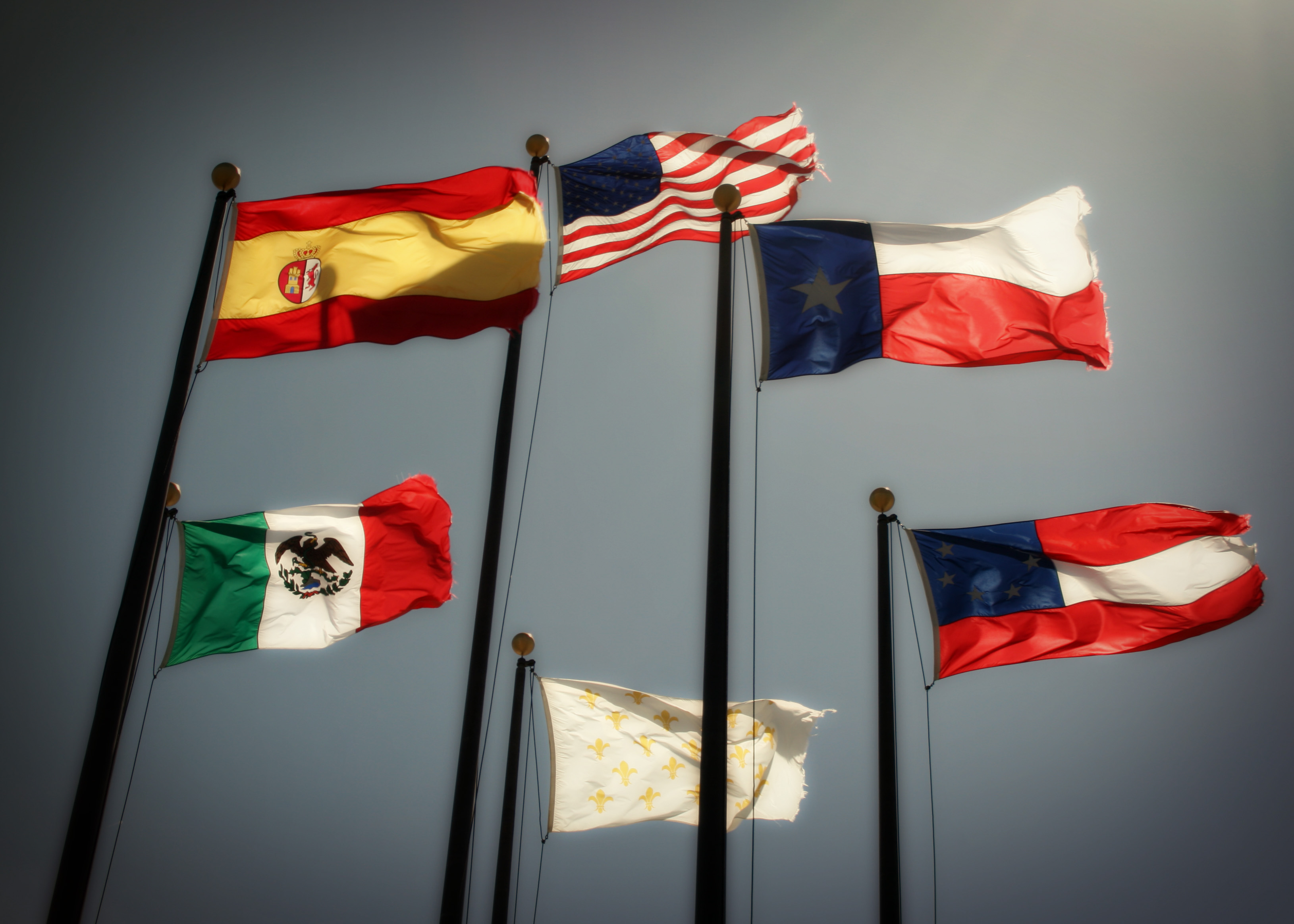
Quốc kỳ của sáu quốc gia từng có chủ quyền một phần hoặc toàn bộ lãnh thổ Texas hiện nay

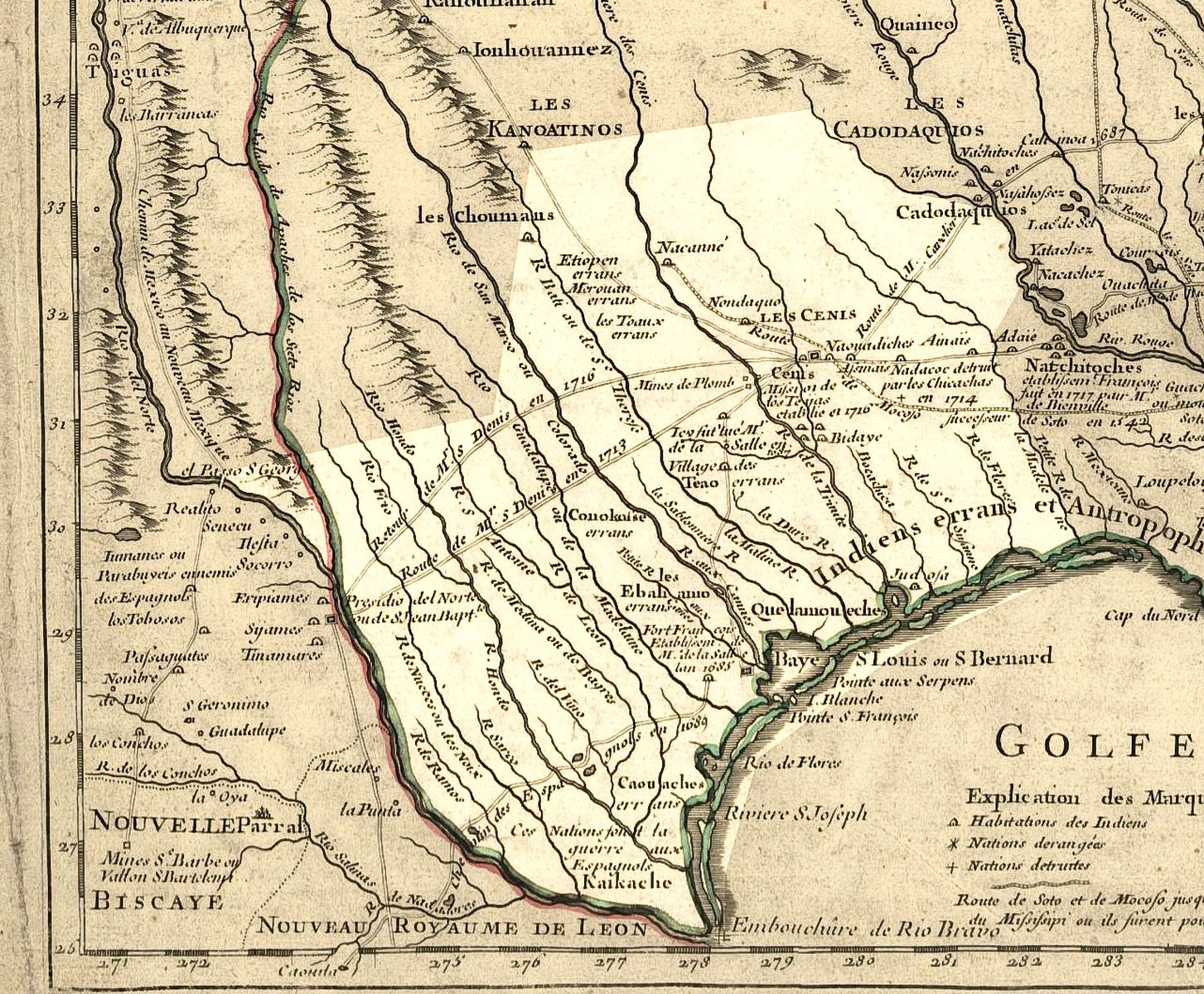
Texas năm 1718, bản đồ của Guillaume de L'Isle.

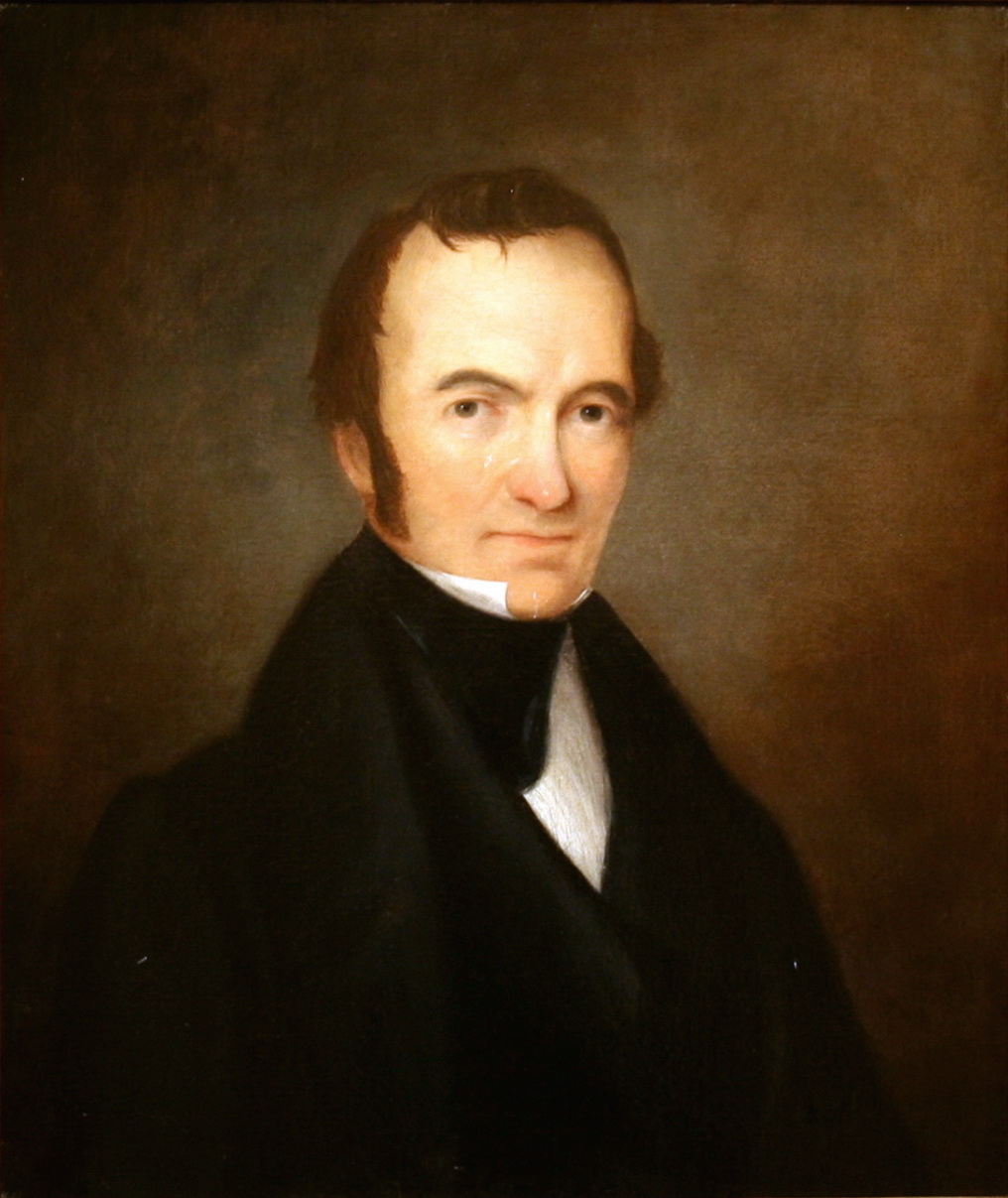
Stephen F. Austin là empresario người Mỹ đầu tiên được cấp quyền khai thác một thuộc địa bên trong Texas thuộc México.

Văn bản lịch sử đầu tiên có liên hệ đến Texas là một bản đồ Duyên hải Vịnh México, do nhà thám hiểm người Tây Ban Nha Alonso Álvarez de Pineda tạo ra vào năm 1519. Chín năm sau đó, nhà thám hiểm bị đắm tàu người Tây Ban Nha Álvar Núñez Cabeza de Vaca và đội quân của ông trở thành những người Âu đầu tiên tại nơi mà nay là Texas. Cabeza de Vaca ghi lại rằng vào năm 1528, khi người Tây Ban Nha đổ bộ lên khu vực, "một nửa số thổ dân chết vì một loại bệnh đường ruột và họ đổ lỗi cho chúng tôi."
Francisco Vasquez de Coronado miêu tả cuộc chạm trán vào năm 1541 của ông với "Hai loại người đi quanh các bình nguyên này cùng những con bò; một được gọi là Querechos và dân tộc kia là Teyas; họ rất cường tráng, hóa trang, và là những kẻ thù của nhau. Họ không có khu định cư hay khu đất chuẩn bị sẵn mà chỉ đi vòng quanh cùng những con bò. Họ sát hại tất cả những thứ mà họ muốn, và thuộc da dùng để che thân và làm lều, và họ ăn thịt, thậm chí đôi khi là ăn sống, họ thậm chí cũng uống máu khi khát..."
Các thế lực châu Âu bỏ qua khu vực này cho đến khi ngẫu nhiên định cư ở đây vào năm 1685. Các tính toán sai lầm của René Robert Cavelier de La Salle dẫn đến việc ông lập ra thuộc địa pháo đài Saint Louis ở vịnh Matagorda thay vì ở một nơi dọc theo sông Mississippi. Thuộc địa này chỉ tồn tại trong bốn năm do không chống đỡ nổi trước điều kiện khắc nghiệt và các bộ lạc bản địa thù địch.
Năm 1690, nhà cầm quyền Tây Ban Nha lo ngại rằng Pháp tạo ra mối đe dọa cạnh tranh, do vậy họ quyết định thành lập một số đoàn truyền giáo ở Đông Texas. Sau khi người da đỏ kháng cự, những nhà truyền giáo người Tây Ban Nha trở về México. Khi người Pháp bắt đầu định cư tại Louisiana, chủ yếu ở phần phía nam của tiểu bang này, chính quyền Tây Ban Nha vào năm 1716 phản ứng bằng cách hình thành một loạt các đoàn truyền giáo mới ở Đông Texas. Hai năm sau đó, họ thành lập San Antonio, khu định cư dân sự đầu tiên của người Tây Ban Nha tại khu vực.
Do các bộ lạc da đỏ có thái độ thù địch và khoảng cách xa từ các thuộc địa lân cận của Tây Ban Nha nên khiến những người định cư thoái chí trong việc chuyển đến khu vực. Đây là một trong các tỉnh ít dân cư nhất của Tân Tây Ban Nha. Năm 1749, Hiệp ước hòa bình mà người Tây Ban Nha đạt được với người Lipan Apache khiến nhiều bộ lạc tức giận, bao gồm Comanche, Tonkawa, và Hasinai. Người Comanche ký một hiệp ước với Tây Ban Nha vào năm 1785 và sau đó giúp đỡ để đánh bại các bộ lạc Lipan Apache và Karankawa. Với việc có nhiều đoàn truyền giáo được thành lập, các thầy tu chủ trì việc cải đạo hòa bình hầu hết các bộ lạc. Đến cuối thế kỷ XVIII, chỉ còn một vài bộ lạc du mục chưa cải sang Thiên Chúa giáo.
Khi Hoa Kỳ mua Louisiana từ Pháp vào năm 1803, nhà cầm quyền Hoa Kỳ khẳng định rằng thỏa thuận cũng bao gồm cả Texas. Biên giới giữa Tân Tây Ban Nha và Hoa Kỳ cuối cùng được xác định tại sông Sabine vào năm 1819, tại nơi mà nay là biên giới giữa Texas và Louisiana. Hăm hở với vùng đất mới, nhiều người định cư Hoa Kỳ từ chối công nhận thỏa thuận. Một số nhóm kẻ cướp phát triển thành các đội quân để xâm chiếm khu vực phía tây sông Sabine. Năm 1821, Chiến tranh giành độc lập México kết thúc, lãnh thổ Texas trở thành một phần của México. Do có số dân thấp, México xếp khu vực là một phần của tiểu bang Coahuila và Tejas.
Hy vọng với việc có thêm người định cư sẽ giúp giảm bớt các vụ tấn công gần như liên miên của người Comanche, Texas thuộc México thực hiện tự do hóa các chính sách nhập cư bằng việc cấp phép cho những người nhập cư từ bên ngoài México và Tây Ban Nha. Theo hệ thống nhập cư của México, các dải đất đai rộng lớn được giao cho các empresario, những người này sẽ tuyển mộ những người định cư đến từ Hoa Kỳ, châu Âu, và nội địa México.
Ngoài nhà Austin, có 23 empresario khác đưa những người định cư đến Texas, phần lớn trong số đó đến từ Hoa Kỳ. Dân số Texas tăng trưởng nhanh chóng. Năm 1825, Texas có khoảng 3.500 cư dân, hầu hết họ có nguồn gốc từ México. Đến năm 1834, dân số Texas tăng lên khoảng 37.800 người, chỉ 7.800 người trong số đó có nguồn gốc México.
Nhiều người nhập cư công khai xem thường luật pháp México, đặc biệt là luật cấm chế độ nô lệ. Cùng với đó là các nỗ lực của Hoa Kỳ nhằm giành được Texas, nhà cầm quyền México vào năm 1830 quyết định cấm việc tiếp tục nhập cư từ Hoa Kỳ. Các luật mới cũng yêu cầu thuế quan bắt buộc, khiến các công dân México bản địa (Tejano) và những người mới nhập cư tức giận.
Loạn Anahuac vào năm 1832 là cuộc nổi dậy công khai đầu tiên chống lại sự cai trị của México, trùng hợp với một cuộc nổi dậy chống tổng thống ở México. Người Texas đứng về phe Liên bang chủ nghĩa, chống lại chính phủ hiện thời và đuổi toàn bộ binh sĩ México ra khỏi Đông Texas. Họ nắm lấy cơ hội khoảng trống quyền lực để đấu tranh nhằm đạt được tự do hơn về chính trị. Người Texas tập hợp tại Hội nghị năm 1832 để thảo luận về yêu cầu được trở thành một tiểu bang riêng, cùng các vấn đề khác. Năm sau đó, người Texas lặp lại đòi hỏi của họ trong Hội nghị năm 1833.

### Cộng hòa

Cộng hòa Texas, màu vàng nhạt là vùng kiểm soát, màu xanh nhạt là vùng tuyên bố chủ quyền

Bên trong México, căng thẳng vẫn tiếp diễn giữa phe liên bang chủ nghĩa và phe trung ương tập quyền chủ nghĩa. Vào đầu năm 1835, những người Texas thận trọng đã thành lập nên Ủy ban Tương ứng và An toàn. Tình trạng náo động bùng phát thành xung đột vũ trang vào cuối năm 1835 tại trận Gonzales. Sự kiện này khởi đầu Cách mạng Texas, và trong vòng hai tháng sau đó, người Texas đánh bại tất cả các đội quân México tại khu vực. Người Texas bầu ra các đại diện của Consultation, thể chế này lập nên một chính phủ lâm thời. Chính phủ lâm thời sụp đổ nhanh chóng do đấu tranh nội bộ, và Texas lâm vào tình trạng không có sự quản lý toàn bộ trong hai tháng đầu năm 1836.
Tổng thống México Antonio Lopez de Santa Anna đích thân dẫn một đội quân đi chấm dứt cuộc nổi dậy. Đội quân viễn chinh México giành được thành công vào lúc đầu, Tướng Jose de Urrea đánh bại toàn bộ các nỗ lực kháng cự của người Texas dọc theo bờ biển mà đỉnh cao là cuộc tàn sát Goliad. Các lực lượng của Santa Anna sau một cuộc bao vây kéo dài 13 ngày đã áp đảo quân phòng thủ Texas trong trận Alamo. Tin tức về các thất bại gây ra tâm trạng hoang mang trong những người định cư tại Texas.
Các đại biểu người Texas mới được bầu cho Hội nghị 1836 nhanh chóng ký kết một bản Tuyên ngôn độc lập vào ngày 2 tháng 3, thành lập nên Cộng hòa Texas. Sau khi bầu các quan chức lâm thời, Hội nghị giải tán. Chính phủ mới liên hiệp với những người định cư khác tại Texas trong Runaway Scrape, chạy trốn khỏi đội quân México đang tiến đến. Sau một vài tuần triệt thoái, Quân đội Texas dưới quyền chỉ huy của Sam Houston tiến công và đánh bại các lực lượng của Santa Anna trong trận San Jacinto. Santa Anna bị bắt và buộc phải ký vào các Hiệp ước Velasco, kết thúc chiến tranh.
Mặc dù giành thắng lợi trong cuộc chiến giành độc lập, song tại Texas lại nổ ra các trận chiến chính trị giữa hai phe. Phe dân tộc chủ nghĩa do Mirabeau B. Lamar lãnh đạo, chủ trương Texas tiếp tục độc lập, trục xuất người da đỏ, và mở rộng nước Cộng hòa về phía Thái Bình Dương. Các đối thủ của họ do Sam Houston lãnh đạo, chủ trương sáp nhập Texas và Hợp chúng quốc Hoa Kỳ và cùng tồn tại hòa bình với người da đỏ. Một tình tiết đặc trưng cho cuộc xung đột giữa hai phe được gọi là Chiến tranh Lưu trữ Texas.
México tiến hành hai cuộc viễn chinh quy mô nhỏ nhằm vào Texas trong năm 1842. Đô thị San Antonio bị chiếm hai lần và người Texas bị đánh bại trong trận chiến gần Presidio San Antonio de Bexar. Mặc dù đạt được các thành công này, México không duy trì một lực lượng đồn trú tại Texas, và nước cộng hòa vẫn tồn tại.

### Trở thành tiểu bang của Hoa Kỳ

Các đề xuất vào năm 1850 về đường biên giới phía tây bắc của Texas

Ngay từ năm 1837, nước Cộng hòa đã tiến hành một số nỗ lực nhằm thượng lượng về việc sáp nhập vào Hợp chúng quốc Hoa Kỳ. Sự phản đối bên trong nước cộng hòa đến từ phe dân tộc chủ nghĩa, cùng với phe phản đối phế nô mạnh mẽ tại Hoa Kỳ, khiến cho quá trình thu nhận Texas vào Liên bang bị chậm lại. Texas cuối cùng được sáp nhập vào Hoa Kỳ khi nhân vật bành trướng chủ nghĩa James K. Polk giành chiến thắng trong cuộc bầu cử Tổng thống Hoa Kỳ năm 1844. Vào ngày 29 tháng 12 năm 1845, Quốc hội Hoa Kỳ phê chuẩn việc Texas gia nhập vào Hợp chúng quốc Hoa Kỳ với địa vị là một tiểu bang cấu thành của Liên bang.
Sau khi Hoa Kỳ thôn tính Texas, México đoạn tuyệt quan hệ ngoại giao với Hoa Kỳ. Trong khi Hoa Kỳ tuyên bố rằng biên giới của Texas kéo dài đến Rio Grande, México tuyên bố rằng đó là sông Nueces. Nước Cộng hòa Texas trước đó không thể quản lý biên giới mà mình tuyên bố, song Hoa Kỳ có sức mạnh quân sự và ý chí chính trị để thực hiện điều đó. Tổng thống Polk ra lệnh cho Tướng Zachary Taylor tiến về phía nam đến Rio Grande vào ngày 13 tháng 1 năm 1846. Một vài tháng sau, quân México tiến công một đội kỵ binh tuần tra của Hoa Kỳ ở khu vực tranh chấp, khởi đầu Chiến tranh Hoa Kỳ-México. Các trận đánh đầu tiên của cuộc chiến diễn ra trên đất Texas: bao vây Fort Texas, trận Palo Alto và trận Resaca de la Palma. Sau các chiến thắng mang tính quyết định này, Hoa Kỳ xâm chiếm vào lãnh thổ México, kết thúc giao tranh tại Texas.
Sau một loạt chiến thắng của Hoa Kỳ, Hiệp định Guadalupe Hidalgo kết thúc cuộc chiến kéo dài trong hai năm. Nhận được 18.250.000 Đô la Mỹ, México từ bỏ quyền kiểm soát Texas cho Hoa Kỳ, cắt nhượng Nhượng địa Mexico vào năm 1848, hầu hết lãnh thổ này nay được gọi là Tây Nam Hoa Kỳ, biên giới của Texas được xác định tại Rio Grande.
Thỏa hiệp năm 1850 xác định biên giới của Texas như hiện nay. Texas nhượng lại tuyên bố chủ quyền của mình với vùng đất mà sau đó trở thành một nửa tiểu bang New México, một phần ba tiểu bang Colorado, và phần nhỏ của các tiểu bang Kansas, Oklahoma, và Wyoming cho chính phủ liên bang, đổi lại Texas được hủy 10 triệu đô la nợ của nước cộng hòa cũ. Texas hậu chiến phát triển nhanh chóng khi những người di cư đổi xô đến các vùng đất trồng bông của bang.

### Nội chiến và tái thiết (1860–1900)

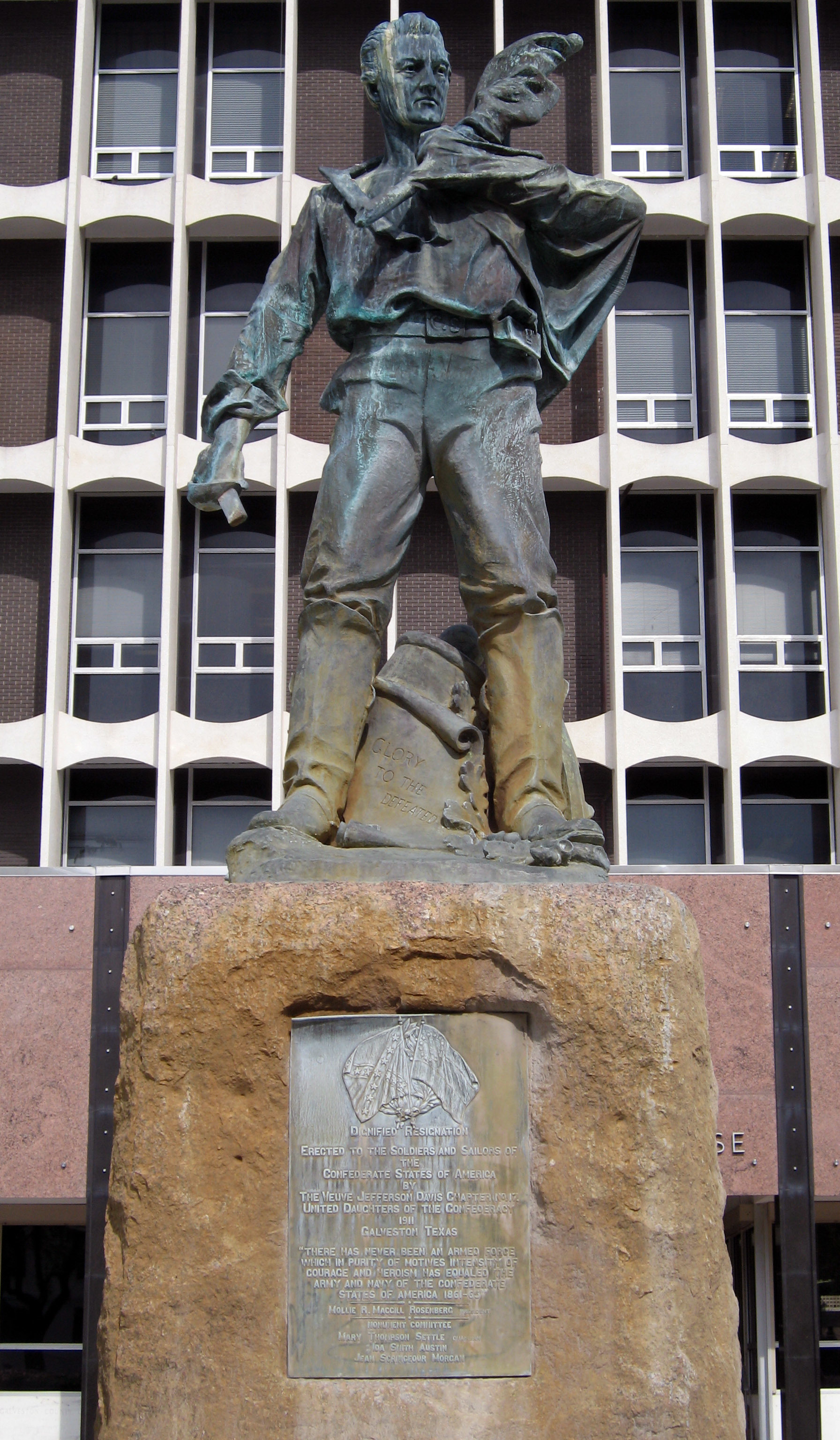
Đài kỷ niệm nội chiến tại Galveston, Texas.

Texas lại bước vào trong tình trạng chiến tranh sau cuộc bầu cử tổng thống năm 1860. Khi Abraham Lincoln đắc cử, Nam Carolina ly khai khỏi Liên bang. Năm tiểu bang khác ở vùng Hạ Nam cũng nhanh chóng làm theo Nam Carolina. Một hội nghị cấp tiểu bang nhằm suy xét đến việc ly khai được tổ chức tại Austin vào ngày 28 tháng 1 năm 1861. Vào ngày 1 tháng 2, với kết quả phiếu 166–8, Hội nghị thông qua một Sắc lệnh Ly khai khỏi Hợp chúng quốc Hoa Kỳ. Các cử tri Texas chấp thuận Sắc lệnh này vào ngày 23 tháng 2 năm 1861. Texas gia nhập vào Liên minh miền Nam Hoa Kỳ, phê chuẩn Hiến pháp thường trực của Liên minh quốc vào ngày 23 tháng 3 năm 1861.
Ban đầu, không phải toàn bộ người dân Texas ủng hộ ly khai, song nhiều người ủng hộ sự nghiệp của miền Nam. Nhân vật liên bang chủ nghĩa nổi tiếng nhất của Texas là Thống đốc Sam Houston. Không muốn làm trầm trọng thêm tình hình, Sam Houston từ chối hai lời đề nghị của Tổng thống Lincoln trong việc đưa quân đội Liên bang đến để giúp ông duy trì địa vị, Sau khi từ chối tuyên thệ trung thành với Liên minh quốc, Sam Houston bị phế truất khỏi chức vụ Thống đốc.
Mặc dù nằm cách xa các chiến trường chính trong Nội chiến Hoa Kỳ, song Texas đóng góp một lượng lớn binh lính và khí tài cho phần còn lại của Liên minh quốc. Quân đội Liên bang từng chiếm được cảng chính của tiểu bang là Galveston trong một thời gian ngắn. Biên giới của Texas với México được gọi là "cửa sau của Liên minh" do hoạt động thương mại diễn ra trên biên giới, thoát khỏi sự phong toả của Liên bang. Liên minh quốc đẩy lui tất cả các nỗ lực của Liên bang nhằm đóng cửa tuyến đường này, song vai trò của Texas trong việc là một tiểu bang tiếp tế chấm dứt vào giữa năm 1863 sau khi Liên bang chiếm được sông Mississippi. Trận chiến cuối cùng của Nội chiến diễn ra tại Palmito Ranch ở gần Brownsville, Texas với chiến thắng của Liên minh.
Texas rơi vào tình trạng hỗn loạn trong vòng hai tháng từ khi Quân đội Bắc Virginia đầu hàng đến khi tướng Liên bang Gordon Granger đảm đương quyền hành. Bạo lực diễn ra ở mức độ cao trong những tháng đầu của giai đoạn Tái thiết. Tổng thống Johnson vào năm 1866 tuyên bố phục hồi chính phủ dân sự tại Texas. Quốc hội Hoa Kỳ tái thu nhận Texas vào Liên bang năm 1870. Biến động xã hội tiếp diễn tại Texas khi tiểu bang này phải đối phó với các vấn đề nông nghiệp trì trệ và lao động.

### Từ thế kỷ XX đến nay

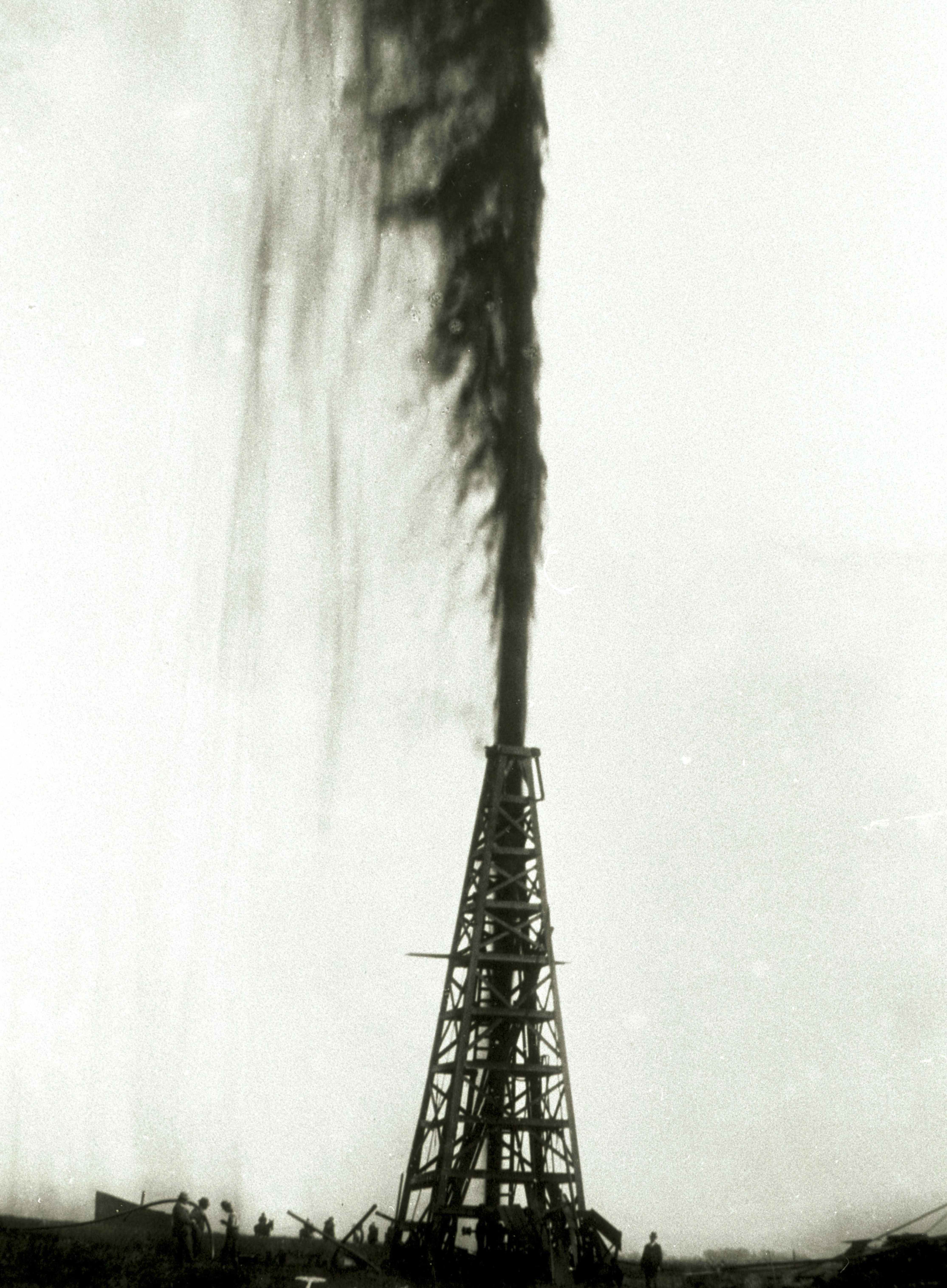
Spindletop, giếng dầu phun lớn đầu tiên

Năm 1900, Texas phải hứng chịu thiệt hại từ cơn bão Galveston, thiên tai gây tử vong nặng nề nhất trong lịch sử Hoa Kỳ. Ngày 10 tháng 1 năm 1901, phát hiện ra giếng dầu lớn đầu tiên tại Texas là Spindletop ở phía nam của Beaumont. Sau đó, người ta cũng phát hiện ra các mỏ dầu khác thuộc Đông Texas và Tây Texas, và bên dưới vịnh México. "Quả bom dầu" biến đổi Texas. Sản xuất dầu rốt cuộc đạt mức trung bình 3 triệu thùng mỗi ngày vào thời điểm đỉnh cao năm 1972.
Đại khủng hoảng và Dust Bowl giáng một đòn kép vào nền kinh tế của bang, vốn đã được cải thiện đáng kể từ sau Nội chiến. Những người di cư bị bỏ rơi ở những khu vực tồi tệ nhất của Texas trong những năm Dust Bowl. Đặc biệt là từ thời kỳ này trở đi, những người da đen rời khỏi Texas trong cuộc Đại di cư để đến làm việc tại miền Bắc Hoa Kỳ hay California và để thoát khỏi áp bức phân biệt chủng tộc. Năm 1940, Texas có 74% cư dân là Anglo (người da trắng không nói tiếng Tây Ban Nha), 14,4 cư dân là người da đen, và 11,5 cư dân là người nói tiếng Tây Ban Nha.
Chiến tranh thế giới thứ hai có tác động đáng kể đến Texas, liên bang đổ tiền vào việc xây dựng các căn cứ quân sự, các nhà máy vũ khí, các trại giam giữ tù binh chiến tranh và viện quân y; 750.000 thanh niên ở lại phục vụ; các thành phố bùng nổ với ngành công nghiệp mới, các cơ sở bậc đại học nắm giữ các vai trò mới; và hàng trăm nghìn nông dân nghèo rời đi để tìm kiếm các công việc phục vụ chiến tranh với mức lương cao hơn, và họ không bao giờ còn quay trở lại làm nông nghiệp. Texas chế tạo ra 3,1 phần trăm tổng số quân giới do Hoa Kỳ sản xuất trong Chiến tranh thế giới thứ hai, xếp hạng thứ 11 trong số 48 tiểu bang đương thời.
Texas tiến hành hiện đại hóa và mở rộng hệ thống giáo dục bậc đại học trong suốt thập niên 1960. Tiểu bang tạo lập nên một kế hoạch toàn diện cho giáo dục bậc đại học, kinh phí phần lớn lấy từ thu nhập từ dầu, và một bộ máy trung ương cấp tiểu bang được sắp xếp nhằm quản lý các thể chế nhà nước hiệu quả hơn. Các thay đổi này giúp các trường đại học của Texas nhận được kinh phí nghiên cứu của liên bang.

## Chính quyền và chính trị
Hiến pháp hiện nay của Texas được thông qua vào năm 1876. Giống như nhiều tiểu bang khác, Hiến pháp Texas phân chia rõ ràng quyền lực. Tuyên ngôn nhân quyền của tiểu bang có phạm vi rộng hơn nhiều so với tuyên ngôn của liên bang, và có những điều khoản độc nhất của Texas.

### Chính phủ tiểu bang

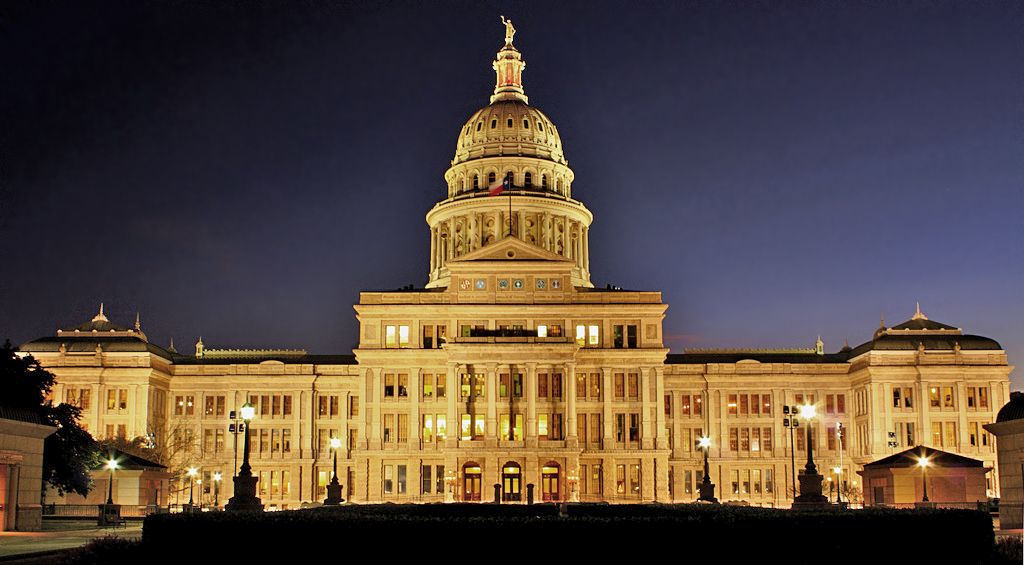
Tòa nhà Capitol tiểu bang Texas vào ban đêm.

Texas có một hệ thống gồm nhiều nhánh hành pháp, giới hạn quyền lực của Thống đốc. Ngoại trừ Thư ký Chính quyền (Secretary of State), các cử tri bầu ra các quan chức hành pháp một cách độc lập, do đó các ứng cử viên chịu trách nhiệm trực tiếp trước công chúng thay vì trước Thống đốc. Hệ thống bầu cử này dẫn đến việc một số nhánh hành pháp bị phân chia giữa các đảng. Khi Tổng thống Cộng hòa George W. Bush giữ chức thống đốc của Texas, tiểu bang có một Phó thống đốc Dân chủ là Bob Bullock. Các chức vụ trong nhánh hành pháp gồm có Thống đốc, Phó thống đốc, Bộ trưởng tài chính công (Comptroller of Public Accounts), Bộ trưởng đất đai (Land Commissioner), Bộ trưởng Tư pháp (Attorney General), Bộ trưởng Nông nghiệp (Agriculture Commissioner), Ủy ban Đường sắt với ba thành viên, Bộ trưởng Giáo dục (State Board of Education), và Thư ký Chính quyền (Secretary of State).
Lưỡng viện của cơ quan Lập pháp Texas gồm có Hạ viện với 150 thành viên, và Thượng viện với 31 thành viên. Chủ tịch Hạ viện đứng đầu Hạ viện, còn Phó thống đốc đứng đầu Thượng viện. Cơ quan lập pháp họp định kỳ, song Thống đốc có thể triệu tập các phiên họp đặc biệt. Năm tài chính của tiểu bang kéo dài từ 1 tháng 9 năm trước đến 31 tháng 8 năm sau.
Cơ quan tư pháp của Texas là một trong các cơ quan tư pháp phức tạp nhất tại Hoa Kỳ, với các quyền lực chồng lặp nhau. Texas có hai tòa án thượng thẩm: Tòa Thượng thẩm Texas với các trường hợp dân sự, và Tòa Chống án Tội phạm Texas. Ngoại trừ một số tòa án đô thị, các cuộc bầu cử trong nội bộ các đảng lựa chọn ra quan tòa ở mọi cấp tòa; Thống đốc bổ nhiệm người vào những vị trí còn trống. Texas áp dụng hình phạt tử hình; dẫn đầu tại Hoa Kỳ về số vụ hành quyết kể từ khi hình phạt này được phục hồi trong vụ án Gregg v. Georgia.
Sư đoàn Biệt động Texas (Texas Ranger Division) của Cơ quan Công an Texas (Texas Department of Public Safety) là một thể chế thực thi luật pháp có thẩm quyền trên toàn bang. Trong nhiều năm qua, Biệt động Texas điều tra các vụ phạm tội khác nhau, từ giết người đến tham nhũng chính trị. Họ hành động trong vai trò của cảnh sát chống bạo động và trinh thám, bảo vệ thống đốc, truy nã đối tượng phạm tội, và hoạt động như một lực lượng bán quân sự của nước cộng hòa và bang. Biệt động Texas do Stephen F. Austin thành lập không chính thức vào năm 1823 và được thành lập chính thức vào năm 1835. Biệt động có vai trò trong một vài sự kiện quan trọng trong lịch sử Texas và một số vụ án hình sự được biết đến nhiều nhất trong lịch sử của vùng Cựu Tây Hoa Kỳ.

### Chính trị
| Năm  | Đảng Cộng hòa    | Đảng Dân chủ     |
| ---- | ---------------- | ---------------- |
| 2012 | 57,15% 4.569.843 | 41,37% 3.308.124 |
| 2008 | 55,39% 4.479.328 | 43,63% 3.528.633 |
| 2004 | 61,09% 4.526.917 | 38,30% 2.832.704 |
| 2000 | 59,30% 3.799.639 | 38,11% 2.433.746 |
| 1996 | 48,80% 2.736.166 | 43,81% 2.459.683 |
| 1992 | 40,61% 2.496.071 | 37,11% 2.281.815 |
| 1988 | 56,01% 3.036.829 | 43,41% 2.352.748 |
| 1984 | 63,58% 3.433.428 | 36,18% 1.949.276 |
| 1980 | 55,30% 2.510.705 | 41,51% 1.881.148 |

Giống như các tiểu bang "Solid South" (miền Nam vững chắc) khác, người da trắng tại Texas oán giận Đảng Cộng hòa sau Nội chiến Hoa Kỳ, và Đảng Dân chủ chiếm ưu thế trong nền chính trị Texas từ khi kết thúc thời kỳ Tái thiết cho đến cuối thế kỷ XX. Sau đó, tiểu bang trở thành một thành trì của Đảng Cộng hòa.
Không khí chính trị tại Texas thiên về bảo thủ tài chính và xã hội. Từ 1980, đa số cử tri Texas ủng hộ các ứng cử viên tổng thống của Đảng Cộng hòa. Năm 2000 và 2004, ứng cử viên Cộng hòa George W. Bush giành chiến thắng tại Texas với 60,1% số phiếu, một phần là vì ông là "con yêu" khi là thống đốc cũ của bang. John McCain giành chiến thắng tại Texas trong cuộc bầu cử tổng thống Hoa Kỳ năm 2008, nhận được 55% số phiếu. Austin, Dallas, Houston, và San Antonio luôn nghiêng về Đảng Dân chủ trong các cuộc bầu cử địa phương và cấp bang. Các quân dọc theo Rio Grande gần biên giới với México thường bỏ phiếu cho những người Dân chủ, trong khi hầu hết các khu vực nông thôn và ngoại ô ở Texas bỏ phiếu cho những người Cộng hòa.
Trong cuộc tổng tuyển cử năm 2010, một đa số lớn đại diện tại Hạ viện Hoa Kỳ của Texas là người của Đảng Cộng hòa, cả hai đại diện ở Thượng viện cũng là người của Đảng Cộng hòa. Trong Quốc hội Hoa Kỳ khóa 113, trong số 36 đơn vị bầu cử Quốc hội tại Texas, có 24 đơn vị do Đảng Cộng hòa nắm giữ và 12 đơn vị do Đảng Dân chủ nắm giữ. Từ năm 1994, không còn một người của Đảng Dân chủ nào còn được dân Texas bầu giữ chức vụ toàn bang. Sự hiện diện của Đảng Dân chủ tại Texas bắt nguồn chủ yếu từ một số nhóm thiểu số ở Đông Texas và Nam Texas cũng như cử tri thành thị, đặc biệt là Beaumont, El Paso, Austin, San Antonio, Dallas, và Houston.

## Nhân khẩu

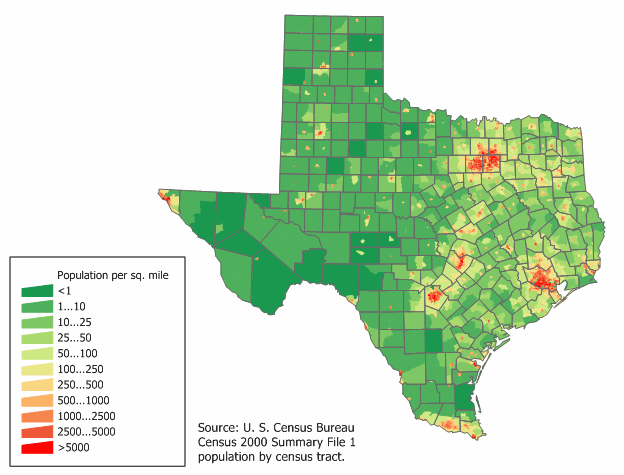
Bản đồ mật độ dân cư của Texas.

Cơ quan Điều tra dân số Hoa Kỳ ước tính dân số của Texas là 26.059.203 vào ngày 1 tháng 7 năm 2012, tăng 3,6% so với số liệu từ cuộc Điều tra dân số Hoa Kỳ 2010.
Năm 2004, tiểu bang có 3,5 triệu cư dân sinh ra tại ngoại quốc (15,6% dân số toàn bang), trong đó ước khoảng 1,2 triệu người là người nhập cư bất hợp pháp. Texas trong giai đoạn 2000–2006 có tỷ lệ nhập cư bất hợp pháp tăng nhanh nhất toàn quốc. Năm 2010, người nhập cư bất hợp pháp ước tính chiếm khoảng 6,0% dân số. Đây là tỷ lệ% cao thứ năm trong số các tiểu bang tại Hoa Kỳ.
Mật độ dân số của Texas là 34,8 người/km², cao hơn một chút so với con số trung bình của toàn Hoa Kỳ (31 người/km²). Hai phần ba cư dân Texas sinh sống tại một vùng đô thị lớn, chẳng hạn như Houston. Dallas-Fort Worth là vùng đô thị lớn thứ hai tại Texas.

### Chủng tộc và dân tộc
Theo Điều tra dân số Hoa Kỳ năm 2010, thành phần chủng tộc của Texas như sau:
- Người Mỹ da trắng 70,4%
- Người Mỹ da đen hay gốc Phi: 11,8%
- Người Mỹ da đỏ hay bản địa: 0,7%
- Người Mỹ gốc Á: 3,8% (1,0% là người Ấn, 0,8% là người Việt, 0,6% là người Hoa, 0,4% là người Philippines, 0,3% là người Hàn, 0,1% là người Nhật, 0,6% là các sắc dân châu Á khác)
- Người Mỹ gốc các đảo Thái Bình Dương: 0,1%
- Khác: 10,5%
- Hai hoặc đa chủng tộc: 2,7%
- 37,6% cư dân là người gốc Mỹ Latinh hay Iberia (thuộc mọi chủng tộc) (31,6% là người México, 0,5% là người Puerto Rico, 0,2% là người Cuba)

Người Đức, người Ireland, và người Anh là ba nhóm dân tộc gốc Âu lớn nhất tại Texas. Người Mỹ gốc Đức chiếm 11,3% cư dân Texas, với 2,7 triệu người. Người Mỹ gốc Ireland chiếm 8,2% cư dân Texas, với con số trên 1,9 triệu. Có khoảng 600.000 người Mỹ gốc Pháp và 472.000 người Mỹ gốc Ý sinh sống tại Texas; hai nhóm dân tộc này tương ứng chiếm 2,5% và 2,0% cư dân. Trong cuộc Điều tra dân số Hoa Kỳ năm 1980, nhóm dân tộc lớn nhất tại Texas là người Anh với 3.083.323 người Texas nói ằng họ là người Anh hoặc hầu hết tổ tiên là người Anh, chiếm 27% cư dân của tiểu bang khi đó. Tổ tiên của họ chủ yếu đến Mỹ từ thời 13 thuộc địa và do vật nhiều người trong số họ nay chỉ tuyên bố rằng họ có tổ tiên là "người Mỹ", mặc dù họ chủ yếu có nguồn gốc là người Anh.
Người gốc Mỹ Latinh hoặc Iberia là nhóm cư dân lớn thứ hai tại Texas sau người gốc Âu không có nguồn gốc Mỹ Latinh và Iberia. Có trên 8,5 triệu người tuyên bố rằng mình thuộc nhóm dân cư này, chiếm 36% dân cư Texas. Trong đó, 7,3 triệu người có nguồn gốc México, chiếm 30,7% cư dân. Có trên 104.000 người Puerto Rico và gần 38.000 người Cuba sinh sống trong bang. Có trên 1,1 triệu người (4,7% cư dân) có tổ tiên Mỹ Latinh hoặc Iberia khác nhau, như người Costa Rica, Venezuela, và Argentina.
Năm 2010, 49% số trẻ sinh ra có nguồn gốc Mỹ Latinh hoặc Iberia; 35% là các nhóm người da trắng không có nguồn gốc Mỹ Latinh hay Iberia; 11,5% là người da đen không có nguồn gốc Mỹ Latinh, và 4,3% có nguồn gốc Á hoặc các đảo Thái Bình Dương. Từ năm 2000 đến năm 2010, dân số tiểu bang tăng trưởng 20,6%, song số người gốc Mỹ Latinh hay Iberia tăng trưởng 65%, trong khi số người da trắng không có nguồn gốc Mỹ Latinh hay Iberia chỉ tăng trưởng 4,2%.

### Đô thị
| Thành phố lớn nhất tại Texas theo năm | Thành phố lớn nhất tại Texas theo năm |
| Năm                                   | Đô thị                                |
| ------------------------------------- | ------------------------------------- |
| 1850-1870                             | San Antonio                           |
| 1870-1890                             | Galveston                             |
| 1890-1900                             | Dallas                                |
| 1900-1930                             | San Antonio                           |
| 1930-Present                          | Houston                               |

Texas có ba thành phố có dân số vượt trên 1 triệu: Houston, San Antonio, và Dallas. Chúng nằm trong số 10 thành phố đông dân nhất tại Hoa Kỳ. Năm 2010, sáu thành phố tại Texas có dân số lớn hơn 600.000 người. Austin, Fort Worth, và El Paso nằm trong số 20 thành phố lớn nhất Hoa Kỳ. Texas có bốn vùng đô thị với dân số lớn hơn 1 triệu: Dallas–Fort Worth–Arlington, Houston–Sugar Land–Baytown, San Antonio–New Braunfels, và Austin–Round Rock–San Marcos. Các vùng đô thị Dallas–Fort Worth và Houston lần lượt có khoảng 6,3 triệu dân và 5,7 triệu dân.
Ba xa lộ liên tiểu bang—I-35 ở phía tây (Dallas–Fort Worth đến San Antonio, ở giữa là Austin), I-45 ở phía đông (Dallas đến Houston), và I-10 ở phía nam (San Antonio đến Houston) định ra vùng "Tam giác đô thị Texas". Vùng này có diện tích 60.000 dặm vuông Anh (160.000 km2) và bao gồm hầu hết các thành phố và vùng đô thị lớn nhất của bang, với 17 triệu cư dân hay gần 75% dân số toàn bang. Houston và Dallas được công nhận là các thành phố toàn cầu hạng beta.. Texas có 254 quận, nhiều hơn bất kỳ tiểu bang nào khác trong nước, xếp sau là Georgia với 95 quận.
Tương phản với các thành phố, các khu định cư nông thôn chưa hợp nhất được gọi là "colonias" thường thiếu cơ sở hạn tầng cơ bản và có đặc điểm là nghèo nàn. Văn phòng của Tổng chưởng lý Texas vào năm 2011 ghi nhận rằng Texas có khoảng 2.294 colonias và ước tính rằng có khoảng 500.000 sinh sống trong các colonias. quận Hidalgo có số lượng colonias nhiều nhất theo số liệu năm 2011. Texas là tiểu bang có đông cư dân sống trong các colonias nhất tại Hoa Kỳ.

### Ngôn ngữ
Giọng tiếng Anh Mỹ phổ biến nhất được nói tại Texas là tiếng Anh Texas, pha trộn giữa các phương ngữ tiếng Anh miền Nam Hoa Kỳ và tiếng Anh miền Tây Hoa Kỳ. Tiếng Anh Chicano cũng được nói phổ biến, cũng như tiếng Anh bản xứ người Mỹ gốc Phi và tiếng Anh Mỹ chung.
| Ngôn ngữ                                           | Tỷ lệ (2010) |
| -------------------------------------------------- | ------------ |
| Tiếng Tây Ban Nha                                  | 29,21%       |
| Tiếng Việt                                         | 0,75%        |
| Tiếng Trung Quốc (bao gồm Phổ thông và Quảng Đông) | 0,56%        |
| Tiếng Đức                                          | 0,33%        |
| Tiếng Tagalog                                      | 0,29%        |
| Tiếng Pháp                                         | 0,25%        |
| Tiếng Hàn và tiếng Urdu (đồng hạng)                | 0,24%        |
| Tiếng Hindi                                        | 0,23%        |
| Tiếng Ả Rập                                        | 0,21%        |
| Các ngôn ngữ Niger-Congo ở Tây Phi                 | 0,15%        |

Năm 2010, 65,80% (14.740.304) cư dân Texas năm tuổi hoặc lớn hơn nói tiếng Anh tại nhà như ngôn ngữ chính, trong khi 29,21% (6.543.702) nói tiếng Tây Ban Nha, 0,75% (168.886) nói tiếng Việt, và 0,56% (122.921) nói tiếng Trung Quốc như một ngôn ngữ chính.
Các ngôn ngữ khác bao gồm tiếng Đức (bao gồm tiếng Đức Texas) với 0,33% (73.137) tiếng Tagalog với 0,29% (73.137), và tiếng Pháp (bao gồm tiếng Pháp Cajun) được 0,25% (55.773) người Texas nói.
Tính tổng, 34,20% (7.660.406) cư dân Texas 5 tuổi hoặc lớn hơn có ngôn ngữ mẹ đẻ không phải là tiếng Anh.

### Tôn giáo
Giáo phái lớn nhất theo số lượng tín đồ vào năm 2000 là Giáo hội Công giáo La Mã với 4.368.969 tín đồ; Hội Baptist miền Nam có 3.519.459 tín đồ; và Giáo hội Giám lý Liên hiệp có 1.022.342 tín đồ.
Được biết đến như là cái khóa của Vành đai kinh Thánh, Đông Texas là xã hội bảo thủ. Dallas-Fort Worth là nơi có ba trường dòng Phúc Âm lớn và có một tu viện. Nhà thờ Lakewood tại Houston có số người tham gia sinh hoạt tôn giáo lớn nhất quốc gia với trung bình trên 43.000 hàng tuần.
Tín đồ của nhiều tôn giáo khác sinh sống chủ yếu tại các trung tâm đô thị của Texas. Năm 1990, số cư dân theo Hồi giáo là xấp xỉ 140.000 và các số liệu gần đây hơn đưa ra con số người Hồi giáo tại Texas là từ 350.000 đến 400.000. Số cư dân Texas theo Do Thái giáo là 128.000. Có xấp xỉ 146.000 tín đồ của các tôn giáo như Ấn Độ giáo và Tích Khắc giáo sống tại Texas.

## Văn hóa

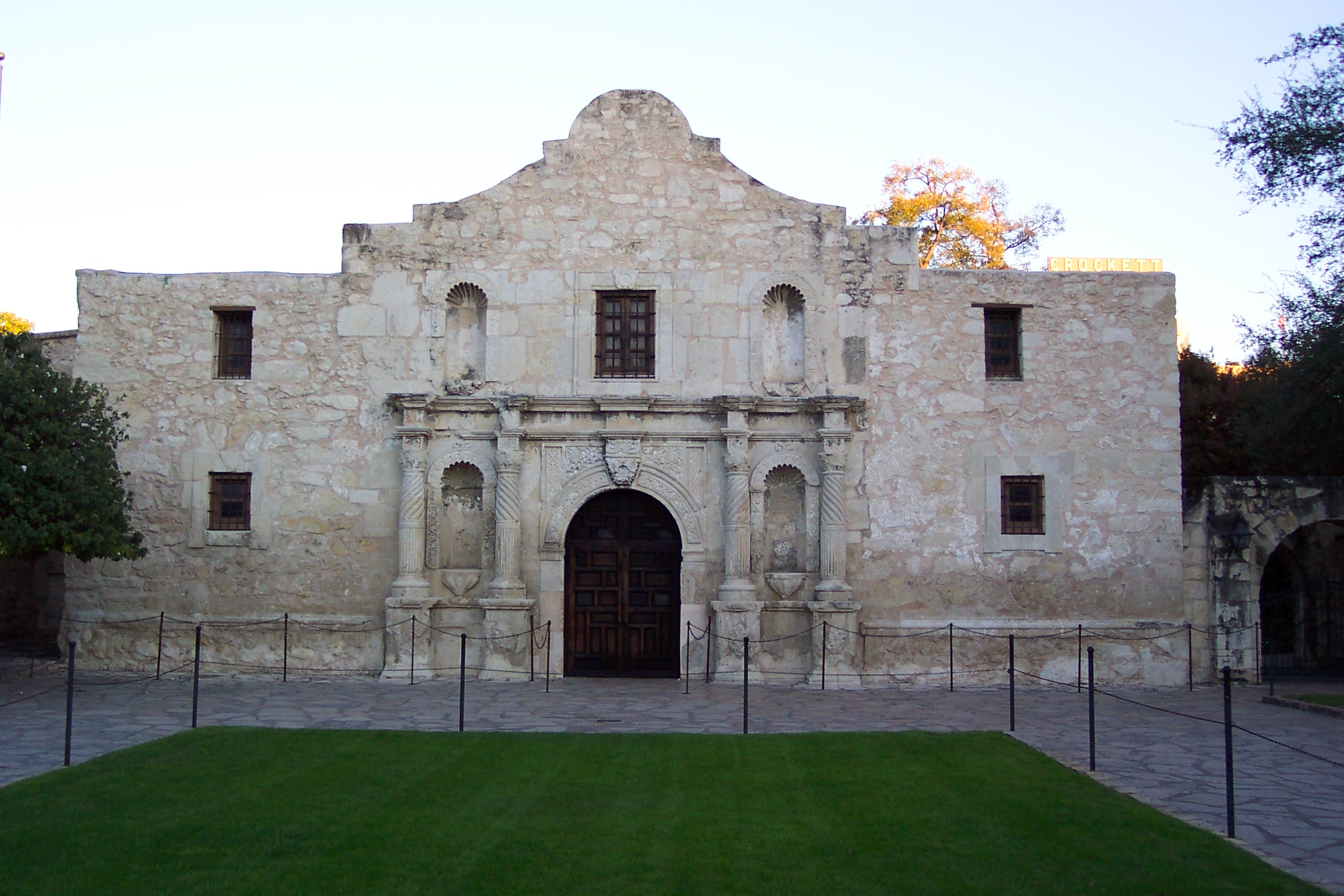
Alamo là một trong các tượng trưng được thừa nhận phổ biến nhất của Texas.

Về phương diện lịch sử, văn hóa Texas bắt nguồn từ một sự pha trộn các ảnh hưởng của miền Nam, miền Tây, và miền Tây Nam, thay đổi mức độ theo khu vực. Một loại thực phẩm phổ biến là burrito ăn sáng bắt nguồn từ cả ba tác động này. Ngoài văn hóa truyền thống vốn hình thành trong các thế kỷ XVIII và XIX, nhập cư biến Texas thành một nồi nung chảy các văn hóa từ khắp thế giới. Texas ghi dấu mạnh trong văn hóa đại chúng quốc gia và quốc tế, bang gắn liền chặt chẽ với hình ảnh cao bồi thể hiện trong phim Viễn Tây và nhạc đồng quê miền tây. Các trùm tư bản dầu mỏ của bang cũng là một chủ đề của văn hóa đại chúng, như trong phim truyền hình Dallas.
Kích thước tự nhiên rộng lớn của bang và thái độ huênh hoang của một số cư dân dẫn đến câu nói "Mọi thứ lớn hơn tại Texas."
Houston là một trong năm thành phố tại Hoa Kỳ có các công ty thường trực chuyên nghiệp về mọi loại hình nghệ thuật biểu diễn chính: Nhà hát Lớn Houston, Dàn nhạc giao hưởng Houston, đoàn ba-lê Houston, và Sân khấu Alley. Được biết đến với sự sống động trong nghệ thuật thị giác và biểu diễn, Khu sân khấu Houston nằm giữa khu trung tâm Houston và được xếp hạng thứ nhì toàn quốc về số ghế sân khấu trong một khu vực trung tâm tập trung, í.948 ghế cho biểu diễn trực tiếp và 1.480 ghế xem phim.
Bảo tàng Nghệ thuật đương đại Fort Worth được thành lập vào năm 1892, là bảo tàng nghệ thuật lâu năm nhất tại Texas. Fort Worth còn có Bảo tàng Nghệ thuật Kimbell, Bảo tàng Amon Carter. Khu nghệ thuật của trung tâm Dallas có các địa điểm nghệ thuật như Bảo tàng Nghệ thuật Dallas, Trung tâm giao hưởng Morton H. Meyerson, Nhà hát Margot and Bill Winspear, Bộ sưu tập Trammell & Margaret Crow về ngêệ thuật châu Á, và Trung tâm điêu khắc Nasher.
Khu vực Deep Ellum tại Dallas trở nên phổ biến trong thập niên 1920 và 1930 do là nơi trình diễn nhạc jazz và blues hàng đầu tại miền nam Hoa Kỳ. Tên gọi Deep Ellum bắt nguồn từ việc cư dân địa phương phát âm "Deep Elm" như "Deep Ellum". Các nghệ sĩ như Blind Lemon Jefferson, Robert Johnson, Huddie "Lead Belly" Ledbetter, và Bessie Smith từng trình diễn trong các câu lạc bộ Deep Ellum.
Austin tự hào với danh hiệu Thủ đô nhạc sống của thế giới khi có "nhiều tụ điểm nhạc sống trên người hơn các lò âm nhạc như Nashville, Memphis, Los Angeles, Las Vegas hay thành phố New York." Âm nhạc của thành phố xoay quanh các câu lạc bộ đêm trên phố số 6; các sự kiện như phim, nhạc và lễ hội đa truyền thông South by Southwest; chương trình hòa nhạc dài kéo dài nhất trên truyền hình Mỹ là Austin City Limits; và nhạc hội giới hạn thành phố Austin dược tổ chức tại công viên Zilker.
Từ năm 1980, San Antonio tiến triển thành "Thủ đô nhạc Tejano của thế giới." Giải thưởng âm nhạc Tejano tạo ra một diễn đàn để tạo dựng nhận thức và đánh giá lớn hơn cho âm nhạc và văn hóa Tejano.

## Giáo dục
Tổng thống thứ nhì của Cộng hòa Texas, Mirabeau B. Lamar, là Cha của giáo dục Texas. Trong nhiệm kỳ của ông, Texas dành ra ba dặm đất mỗi quận để trang bị cho các trường học công. Thêm 50 dặm đất dành để cấp cho hai đại học mà về sau là cơ sở cho Quỹ đại học thường trực của bang. Các động thái của Lamar đặt cơ sở cho hệ thống trường học công toàn Texas.
Giữa năm 2006 và 2007, Texas chi $7.275 cho mỗi học sinh, thấp hơn trung bình toàn quốc là $9.389. Tỷ lệ học sinh/giáo viên là 14,9, thấp hơn trung bình toàn quốc là 15,3. Cơ quan Giáo dục Texas (TEA) quản lý hệ thống trường học công trong bang. Texas có trên 1.000 khu vực trường học, hầu hết chúng độc lập với chính quyền khu vực và nhiều nơi vượt qua ranh giới thành phố. Các khu vực trường học có quyền đánh thuế cư dân của họ và trưng thu các tài sản thuộc sở hữu cá nhân. Bang có một hệ thống tái phân bổ thuế gây tranh luân mang tên "Kế hoạch Robin Hood". Kế hoạch này chuyển thuế tài sản từ các khu vực trường học thịnh vượng sang các khu vực trường học nghèo hơn. The TEA has no authority over private or home school activities.
Học sinh tại Texas cần đạt đánh giá STAAR tại trường tiểu học và trung học. STAAR đánh giá kiến thức của học sinh về đọc, viết, toán học, khoa học, và xã hội học theo tiêu chuẩn giáo dục Texas và Đạo luật Không trẻ nào bị bỏ lại sau. Nó thay thế kiểm tra TAK trong niên khóa 2011–2012.
Hai trường hàng đầu được công nhận phổ biến nhất là Đại học Texas tại Austin và Đại học A&M Texas, xếp hạng thứ 52 và thứ 69 trong bảng xếp hạng đại học tốt nhất toàn quốc theo phiên bản 2014 của U.S. News & World Report. Một số nhà quan sát cũng liệt kê Đại học Houston và Đại học Kỹ thuật Texas đồng hạng với UT Austin và A&M. Ủy ban Hợp tác Giáo dục bậc cao Texas (THECB) xếp hạng các đại học công lập của bang thành ba hạng riêng biệt:
- Đại học nghiên cứu quốc gia (hạng 1)[173]
  - Đại học Texas tại Austin
  - Đại học A&M Texas
  - Đại học Kỹ thuật Texas
  - Đại học Houston
- Đại học nghiên cứu nổi bật (hạng 2)[172]
  - Đại học Texas tại Arlington
  - Đại học Texas tại Dallas
  - Đại học Texas tại El Paso
  - Đại học Texas tại San Antonio
  - Đại học North Texas
  - Đại học bang Texas
- Đại học tổng hợp (hạng 3)[172]
  - Các đại học công lập khác (25 trường)

## Kinh tế

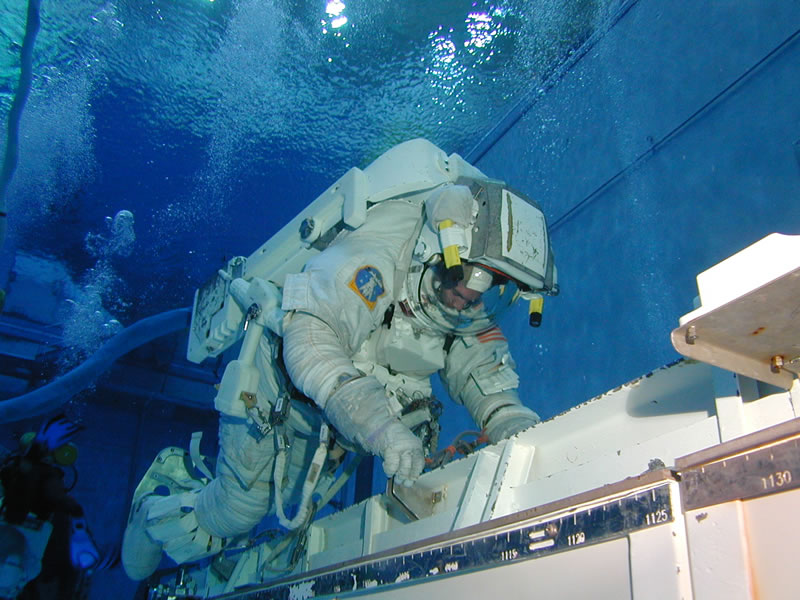
Cảnh đào tạo phi hành gia tại Trung tâm vũ trụ Lyndon B. Johnson tại Houston.

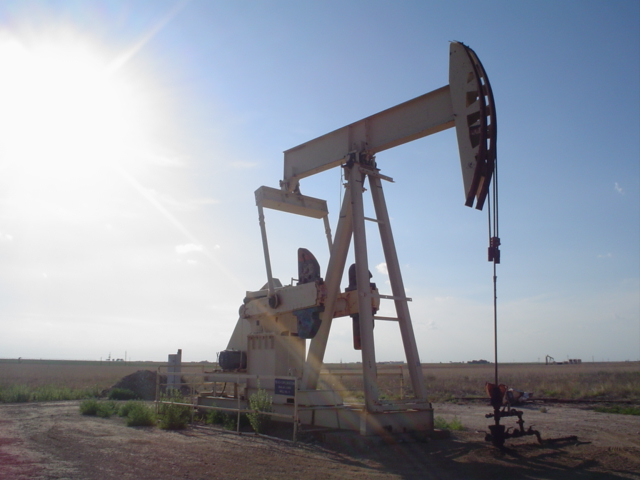
Một giếng dầu tại Texas

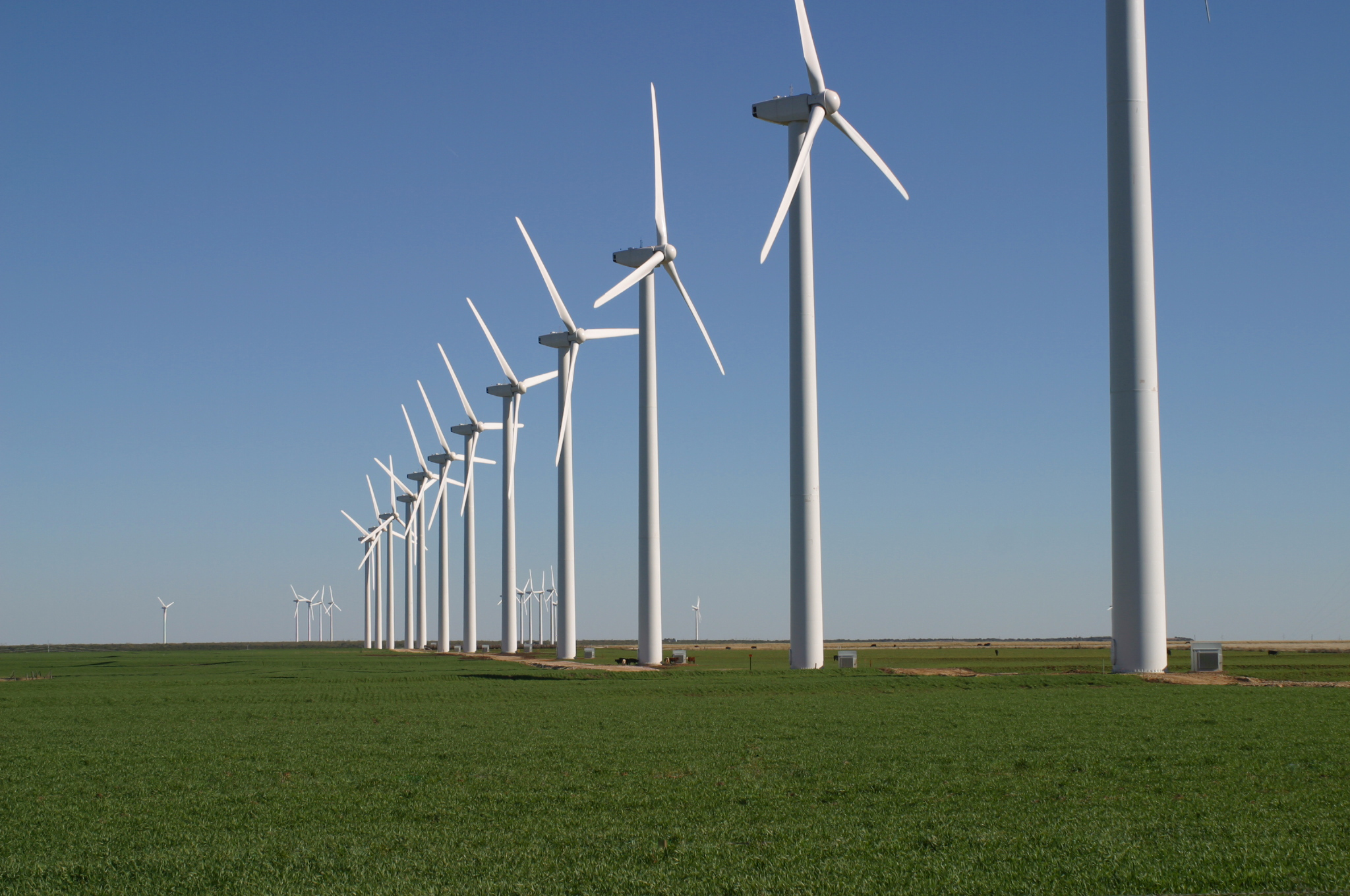
Trại phong điện Brazos trên vùng đồng bằng Tây Texas

Năm 2010, Texas có tổng sản phẩm tiểu bang là (GSP) là 1.207 tỷ đô la Mỹ, xếp hạng thứ nhì tại Hoa Kỳ. GSP của Texas tương đương với GDP của Ấn Độ hay Canada, là các nền kinh tế lần lượt đứng thứ 11 và 12 trên thế giới. Nền kinh tế Texas lớn thứ tư trong số các đơn vị hành chính cấp một quốc gia trên toàn cầu, sau Anh (một phần của Liên hiệp Vương quốc Anh), California, và Tokyo. Thu nhập bình quân đầu người của Texas vào năm 2009 là 36.484 đô là Mỹ, xếp hạng 29 tại quốc gia. Tháng 10 năm 2013, tỷ lệ thất nghiệp tại Texas là 6,2%.
Năm 2010, Site Selection Magazine xếp hạng Texas là tiểu bang kinh doanh thân thiện nhất toàn quốc, một phần là nhờ Quỹ Tổ chức kinh doanh Texas với 3 tỷ đô la Mỹ. Texas là nơi có trụ sở của nhiều công ty nhất trong số công ty nằm trong Fortune 500 tại Hoa Kỳ, cùng với California.
Năm 2010, có 346.000 triệu phú tại Texas, khiến cho nơi đây trở thành tiểu bang có nhiều triệu phú thứ hai tại Hoa Kỳ.
Texas có tiếng là "thuế thấp, dịch vụ rẻ". Theo Tax Foundation, gánh nặng thuế tiểu bang và địa phương của người Texas thấp thứ bảy tại Hoa Kỳ; bình quân mỗi người Texas phải trả 3.580 đô la Mỹ thuế tiểu bang và địa phương mỗi năm, hay 8,4% thu nhập của cư dân. Texas là một trong bảy tiểu bang tại Hoa Kỳ không có thuế thu nhập tiểu bang.
Thay vào đó, thu nhập của tiểu bang đến từ thuế tài sản và thuế bán hàng, được tính theo mức 6,25%, song các cơ quan thuế địa phương có thể cũng có thể áp thuế bán hàng và tiêu dùng lên đến 2% khiến mức thuế tổng cộng là 8,25%. Texas là một "bang tặng thuế"; năm 2005, cứ mỗi đô la người Texas nộp cho chính phủ liên bang thông qua thuế thu nhập liên bang, Texas nhận được xấp xỉ 0,94 đô la tiền phúc lợi.
Texas là tiểu bang có nhiều nông trại và có diện tích đất nông nghiệp lớn nhất tại Hoa Kỳ. Texas dẫn đầu toàn quốc về sản lượng vật nuôi. Bò nhà là sản phẩm nông nghiệp có giá trị nhất của bang, và tiểu bang dẫn đầu toàn quốc về sản lượng cừu và dê. Texas dẫn đầu toàn quốc về sản xuất bông. Tiểu bang có sự phát triển đáng kể về số lượng và sản lượng cây trồng ngũ cốc. Texas có ngành ngư nghiệp thương mại lớn. Trên lĩnh vực tài nguyên khoáng sản, Texas dẫn đầu về sản xuất xi măng, đá dăm, vôi, muối, cát và sỏi.
Kể từ khi phát hiện thấy dầu tại Spindletop, năng lượng có ảnh hưởng mang tính chi phối trong nền chính trị và kinh tế của Texas. Theo Cơ quan Thông tin Năng lượng, bên trong Hoa Kỳ, một người dân Texas trung bình tiêu thụ năng lượng nhiều nhất. Không giống như phần còn lại của quốc gia, hầu hết Texas nằm trên hệ thống lưới điện xoay chiều riêng, là Texas Interconnection.
Các mỏ dầu ở Texas được xác định là có 5 tỷ thùng (790.000.000 m3), chiếm xấp xỉ một phần tư trữ lượng dầu mỏ được biết đến của Hoa Kỳ. Các nhà máy lọc dầu của tiểu bang có thể chế biến 4,6 triệu thùng (730.000 m³) dầu mỗi ngày. Texas dẫn đầu về sản lượng khí thiên nhiên, sản xuất ra một phần tư nguồn cung của quốc gia. Một số công ty dầu mỏ đặt trụ sở ở Texas như: Conoco-Phillips, Exxon-Mobil, Halliburton, Valero, và Marathon Oil.
Texas cũng là một tiểu bang đứng đầu về năng lượng tái tạo thương mại hóa; có sản lượng phong điện lớn nhất tại Hoa Kỳ. Trại phong điện Roscoe ở Roscoe, Texas, là một trong các trại phong điện lớn nhất thế giới tính đến năm 2009 với công suất 781,5 megawatt (MW). Cơ quan Thông tin Năng lượng đưa ra nhận định rằng ngành nông nghiệp và lâm nghiệp lớn mạnh có thể cung cấp cho Texas một lượng sinh khối khổng lồ để sử dụng trong ngành năng lượng sinh học. Texas cũng là tiểu bang có tiềm năng phát triển điện mặt trời cao nhất tại quốc gia.
Trung tâm Không gian Lyndon B. Johnson của NASA nằm tại Đông Nam Houston, là biểu tượng của ngành công nghiệp hàng không tại Texas. Fort Worth có cơ sở lĩnh vực hàng không của Lockheed Martin và có Bell Helicopter. Lockheed kiến thiết F-16 Fighting Falcon và hậu duệ là F-35 Lightning II ở Fort Worth.
Texas có lĩnh vực thương mại vững mạnh bao gồm bán lẻ, bán buôn, ngân hàng và bảo hiểm, ngành công nghiệp xây dựng. Một số công ty nằm trong Fortune 500 không dựa trên các ngành công nghiệp truyền thống của Texas là AT&T, Kimberly-Clark, Blockbuster, J. C. Penney, Whole Foods Market, và Tenet Healthcare. Trên bình diện quốc gia, khu vực Dallas–Fort Worth có số trung tâm mua sắm trên đầu người nhiều nhất trong số các vùng đô thị của Hoa Kỳ.
México là đối tác thương mại lớn nhất của Texas, nước này nhập một phần ba hàng xuất khẩu của tiểu bang nhờ có Hiệp định Thương mại Tự do Bắc Mỹ (NAFTA). NAFTA khuyến khích việc hình thành các maquiladora gây tranh luận trên biên giới Texas/México.

## Giao thông
Về mặt lịch sử, giao thông tại Texas được cho là khó khăn do tiểu bang có diện tích rộng và địa hình gồ ghề. Tuy nhiên, bù lại Texas xây dựng nên các hệ thống đường bộ và đường sắt lớn nhất Hoa Kỳ xét theo chiều dài. Các cơ quan điều tiến giao thông như Bộ Giao thông Texas (TxDOT) bảo vệ hệ thống xa lộ rộng lớn của bang, quy định về hàng không, và các hệ thống giao thông công cộng.
Với vị trí nằm tại trung tâm của lục địa Bắc Mỹ, Texas là một đầu mối giao thông quan trọng. Từ khu vực Dallas/Fort Worth, các xe tải có thể tiếp cận với 93% cư dân toàn quốc trong vòng 48 giờ, và 37% trong vòng 24 giờ. Texas có 33 khu ngoại thương (FTZ), nhiều nhất trong số các tiểu bang của Hoa Kỳ. Năm 2004, tổng cộng có 298 tỷ đô la hàng hóa thông qua các khu ngoại thương của Texas.
Tuyến đường cao tốc đầu tiên tại Texas là Gulf Freeway, mở cửa vào năm 1948 tại Houston. Texas có 730 sân bay, nhiều thứ nhì tại Hoa Kỳ. Sân bay lớn nhất Texas về quy mô và lượng hành khách phục vụ là Sân bay quốc tế Dallas-Forth Worth (DFW), sân bay này có diện tích lớn thứ nhì Hoa Kỳ, và đứng thứ tư thế giới với 18.076 mẫu Anh (73,15 km2). Có khoảng 1.150 hải cảng trải dài trên vùng duyên hải của Texas. Các cảng này thu nhận gần một triệu lao động và bốc dỡ trung bình 317 triệu tấn. Cảng Houston hiện là cảng bận rộn nhất tại Hoa Kỳ theo số tấn hàng hóa ngoại thương, và đứng thứ nhì về tổng thể, và đứng thứ 10 thế giới về số tấn hàng hóa.

## Thể thao
Mặc dù bóng bầu dục Mỹ từ lâu được xem là môn thể thao vua trong bang, song người Texas ngày nay thích nhiều môn thể thao.
Trong giải đấu chuyên nghiệp "Big Four", Texas có hai đội tuyển NFL (Dallas Cowboys và Houston Texans), hai đội tuyển MLB (Texas Rangers và Houston Astros), ba đội tuyển NBA (Houston Rockets, San Antonio Spurs, và Dallas Mavericks), và một đội tuyển NHL (Dallas Stars). Vùng đô thị phức hợp Dallas–Fort Worth là một trong 12 khu vực đô thị tại Hoa Kỳ có các đội tuyển thể thao tham gia toàn bộ giải đấu chuyên nghiệp "Big Four". Ngoài các giải đấu "Big Four", Texas cũng có một đội tuyển WNBA (San Antonio) và hai đội tuyển MLS (Houston Dynamo VÀ FC Dallas).
Thể thao trường học có ý nghĩa sâu sắc trong văn hóa Texas, đặc biệt là bóng bầu dục Mỹ. Texas có 10 trường Division I-FBS, đông nhất toàn quốc. Bốn trong số các đội tuyển đại học của bang là Baylor Bears, Texas Longhorns, TCU Horned Frogs, và Texas Tech Red Raiders tham gia Big 12 Conference. Texas A&M Aggies rời khỏi Big 12 và tham gia Southeastern Conference vào năm 2012, khiến Big 12 mời TCU tham gia; TCU trước đó tham gia Mountain West Conference. Houston Cougars và SMU Mustangs tham gia American Athletic Conference.
UIL tổ chức hầu hết các giải đấu trường học cấp tiểu học và trung học, các sự kiện bao gồm thi đấu điền kinh cũng như các môn nghệ thuật và học thuật.
Người Texas cũng hứng thú với môn thể thao bắt nguồn từ chăn bò là rodeo. Rodeo đầu tiên trên thế giới được tổ chức tại Pecos, Texas. và Houston Livestock Show and Rodeo là rodeo thường niên lớn nhất trên giới. Dallas tổ chức Hội chợ bang Texas hàng năm tại Fair Park.
Đường đua ô tô Texas tổ chức các giải đấu thường niên NASCAR Cup Series và IndyCar Series từ năm 1997. Từ năm 2012, Circuit of the Americas tại Austin là nơi tổ chức một vòng của giải vô địch thế giới Công thức 1